# آسیا
آسیا  بزرگ‌ترین (مطابق نظام هفت‌قاره‌ای) و پُرجمعیت‌ترین قاره در جهان است. آسیا بخشی از پهنه خشکی اوراسیا و مجموعه خشکی آفرو-اوراسیا است. مساحت آسیا ۴۴/۵۷۹/۰۰۰ کیلومتر مربع (۱۷/۲۱۲/۰۰۰ مایل مربع) است که حدود ۳۰٪ از مساحت خشکی‌ها و ۸/۷٪ از مساحت کل کره زمین را شامل می‌شود. این قاره، که مدت‌ها سکونت‌گاه اکثریت جمعیت بشری بوده است، خاستگاه بسیاری از نخستین تمدن‌ها محسوب می‌شود. جمعیت این قاره ۴/۷ میلیارد نفر است که تقریباً ۶۰٪ جمعیت جهان را تشکیل می‌دهد. جمعیت این قاره بزرگ از مجموع همه قاره‌های دیگر بیشتر است.
به‌طور اجمالی، آسیا از شرق به اقیانوس آرام، از جنوب به اقیانوس هند و از شمال به اقیانوس منجمد شمالی محدود می‌شود. مرز آسیا با اروپا یک ساختار تاریخی و فرهنگی است، زیرا هیچ جدایی فیزیکی و جغرافیایی مشخصی بین آنها وجود ندارد. این مرز تا حدودی تاریخی و قراردادی است و از دوران باستانی کلاسیک نشأت گرفته است. تقسیم اوراسیا به دو قاره؛ نشان‌دهنده تفاوت‌های فرهنگی، زبانی و قومی شرقی-غربی است. کانال سوئز یک مرزبندی پذیرفته شده است که آسیا را از آفریقا جدا می‌کند. تنگه‌های ترکیه، کوه‌های اورال و رود اورال و در جنوب کوه‌های قفقاز و دریای خزر و دریای سیاه آسیا را از اروپا جدا می‌کند.
کشورهای چین و هند از سال ۱ تا ۱۸۰۰ پس از میلاد به عنوان بزرگ‌ترین اقتصادهای جهان جایگزین شدند. چین یک قدرت اقتصادی بزرگ بود و بسیاری را به شرق جذب کرد و برای بسیاری ثروت و شکوفایی افسانه‌ای فرهنگ باستانی هند نشانه آسیا بود که بازرگانی، اکتشاف و استعمار اروپا را به سوی خود کشاند. کشف تصادفی یک مسیر اقیانوس اطلس از اروپا به قاره آمریکا به‌دست کریستف کلمب در حالی که در جستجوی راهی به هند بود، این کشش را نشان می‌دهد. در طول تاریخ، جاده ابریشم به اصلی‌ترین مسیر بازرگانی شرق به غرب در نواحی داخلی آسیا تبدیل شد، در حالی که تنگه مالاکا به عنوان یک مسیر دریایی اصلی بود. آسیا پویایی اقتصادی (به ویژه آسیای شرقی) و همچنین انفجار جمعیت در درازی قرن بیستم را دارا بوده اما رشد کلی جمعیت آسیا از آن زمان کاهش یافته است. آسیا زادگاه اکثر ادیان اصلی جهان همچون هندوئیسم، زرتشتی، یهودیت، جینیسم، بودایی، کنفوسیوس، تائوئیسم، مسیحیت، اسلام، سیک و بسیاری دیگر از ادیان بوده است.
با توجه به وسعت این قاره و تنوع آن در مفهوم‌های مختلف، قاره آسیا نامی که قدمت آن به دوران باستان برمی‌گردد؛ ممکن است در واقع بیشتر با جغرافیای انسانی ارتباط داشته باشد تا جغرافیای طبیعی، فرهنگ‌ها، کشورها، اقوام، اقتصاد، پیوندهای تاریخی و سیستم‌های دولتی. آسیا دارای اقلیم‌های مختلف است که اقلیم استوایی در جنوب، اقلیم بیابانی در خاورمیانه، اقلیم مناطق معتدل در شرق و مرکز قاره تا اقلیم مناطق وسیع زیر قطبی و قطبی در سیبری را شامل می‌شود.

## ریشه‌شناسی
آسیا برگرفته از واژه "Ἀσία’ " از یونان باستان است. در ابتدا از آن برای اشاره به ساحل شرقی دریای اژه استفاده شد، اما بعدها برای اشاره به منطقه آناتولی به کار رفت. رومیان قبل از کاربرد گسترده خود از آن برای اشاره به منطقهٔ آسیا از لیدیان استفاده می‌کردند.هرودوت از این اصطلاح برای اشاره به آناتولی و سرزمین امپراتوری هخامنشی استفاده کرد، در مقابل یونان و مصر. او گزارش می‌دهد که یونانی‌ها بر این باور بودند که آسیا به نام همسر پرومتئوس نام‌گذاری شده است، اما لیودی‌ها می‌گویند که این نام به نام آسیا، پسر کُتیس، که این نام را به قبیله‌ای در ساردیس منتقل کرده است، تعلق دارد. در اسطوره‌شناسی یونانی، "آسیا" (Ἀσία یا Ἀσίη) نام یک "نیپم یا الهه تایتان لیودیا" بود. ایلیاد (که به هومر نسبت داده شده است) دو فرد فریگی به نام آزیوس (به معنای واقعی 'آسیایی') را در جنگ تروجان ذکر می‌کند؛ و همچنین باتلاق یا دشت کم‌ارتفاعی که در لیودیا قرار دارد را به عنوان ασιος معرفی می‌کند.
این اصطلاح بعداً توسط رومی‌ها پذیرفته شد، که از آن برای اشاره به استان آسیا، واقع در غرب آناتولی استفاده کردند. یکی از اولین نویسندگانی که از آسیا به عنوان نام کل قاره استفاده کرد، پلینی بود.

## جغرافیا

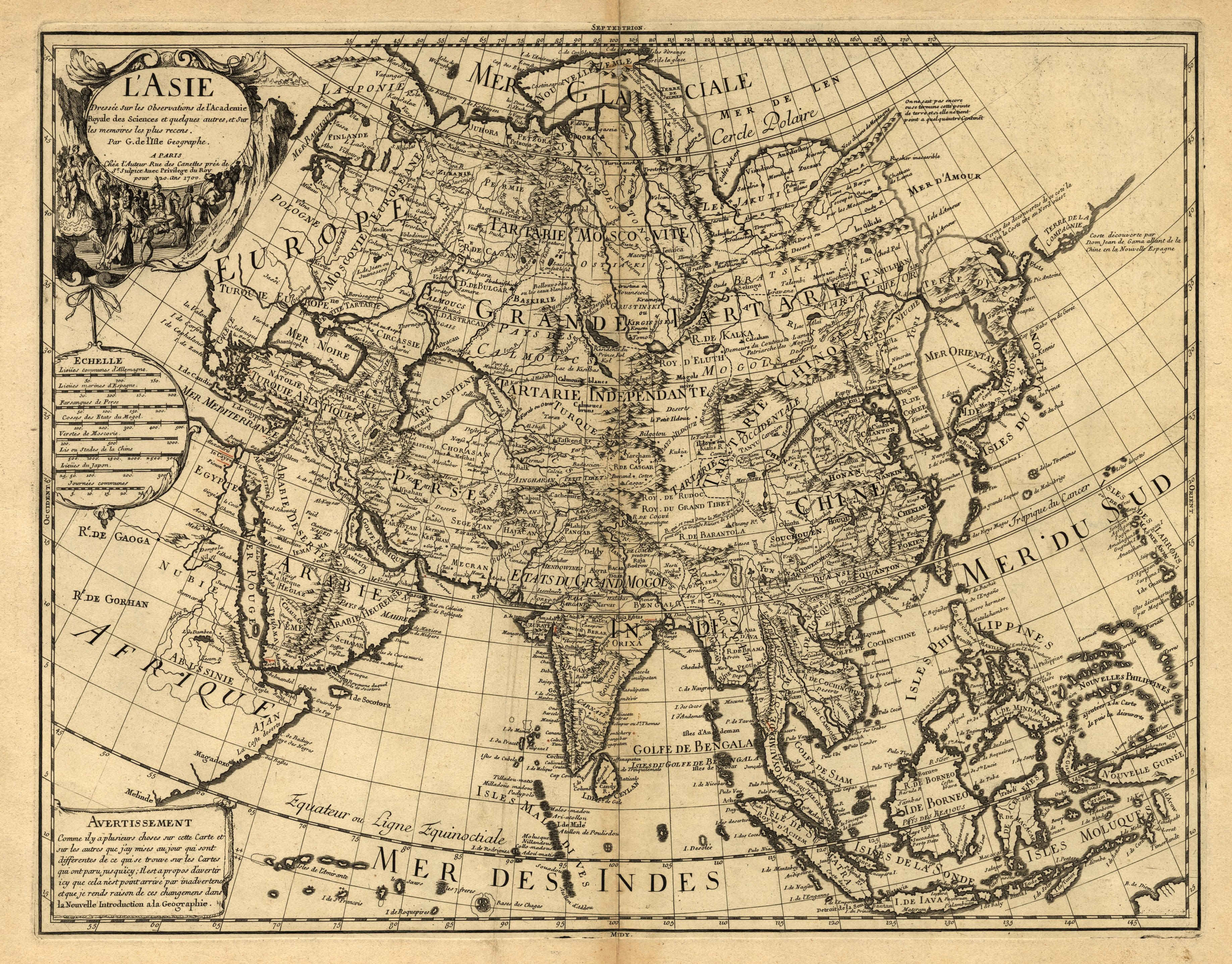
نقشه قدیمی از آسیا متعلق به سال ۱۷۰۰ میلادی از گیلوم دلیسه کارتوگراف فرانسوی در این نقشه به نام خلیج فارس با عنوان فرانسوی Golfe Persique اشاره شده‌است. نام دریای خزر نیز کاسپین ذکر شده‌است.

آسیا بزرگ‌ترین قاره جهان، دارای شکلی تقریباً سه گوشه است که شبه‌جزایر زیادی دارد و به‌ غیر از کشور اندونزی، دیگر قسمت‌های این قاره تماماً در نیمکره شمالی واقع شده‌است. طول شمالی جنوبی این قاره برابر ۷۶ درجه عرض جغرافیایی است زیرا که جنوبی‌ترین نقطه آن یعنی سنگاپور که در جزیره کوچکی در انتهای جنوبی شبه جزیره ماداکا قرار دارد، یک درجه در شمال واقع است و شمالی‌ترین نقطه آن یعنی دَماغه یِ چلیوسکینی (Chelyuskin) در مدار ۷۷ درجه عرض شمالی قرار گرفته‌است. کوه‌های اورال، دریای خزر، دریای سیاه و دریای آزوف آسیا را از اروپا جدا می‌نمایند، مرز بین آسیا و آفریقا کانال سوئز است و تنگه برینگ آمریکای شمالی را از این قاره جدا می‌سازد. آسیا در بین دو اقیانوس منجمد شمالی و هند قرار دارد. بلندترین قلهٔ زمین اورست به ارتفاع ۸٬۸۴۸ متر در این قاره قرار دارد.
۴٫۳٪ از مساحت قاره آسیا را کوه‌های بلند و تپه‌ها تشکیل می‌دهند، بلندترین رشته‌کوه‌های این قاره عبارتند از هیمالیا، قراقروم، پامیر، تیانشان، هندوکش، قفقاز بزرگ، آلتایی و البرز. همچنین رشته‌کوه نسبتاً کوچک‌تری در این قاره واقع بوده که مهم‌ترین آن‌ها را رشته‌کوه‌های تبت، ایران، ارمنستان و آسیای صغیر تشکیل می‌دهند. قاره آسیا در کنار اروپا می‌باشد. بیشتر جمعیت آسیا را چین و هند تشکیل می‌دهد. فلات‌های آسیا از غرب به شرق عبارت‌اند از آناتولی، ایران، تبت و مغولستان.
ناهمواری‌های آسیا
1. فلات‌ها:شامل فلات‌های بلند با ارتفاع زیاد و فلات‌های کم ارتفاع قدیمی
2. سرزمین‌های پهناور و پست جلگه‌ای در شمال و جنوب آسیا
3. سرزمین‌های دارای کوه‌های آتش فشانی

## اطلاعات آماری

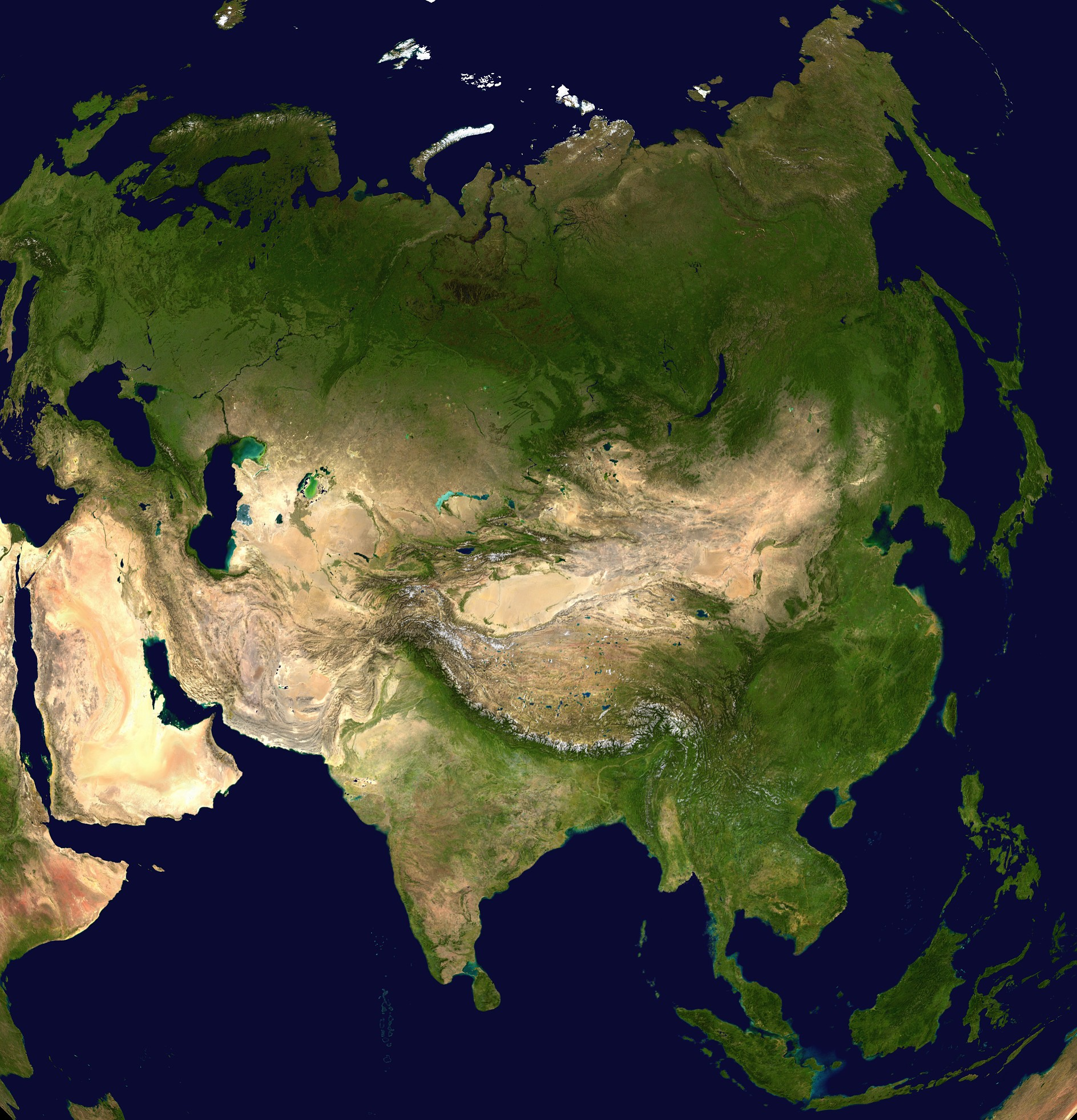
تصویربرداری ماهواره‌ای از آسیا

مساحت: ۴۳ میلیون کیلومتر مربع به همراه جزایر

تعداد کشورهای آسیا: ۵۲ کشور مستقل و ۸ کشور مستعمره پرتغال و انگلیس 

ارتفاع متوسط از سطح دریا:۹۶۰متر

بلندترین نقطه: اورست ۸٬۸۴۸ متر

پست‌ترین نقطه: بحر المیت به عمق ۲۰۰ متر پایینتر از سطح دریا

گودترین نقطه: گودال «ماریانا» به عمق بیش از ۱۱هزار متر واقع در اقیانوس آرام که ۲۰٬۰۰۰ متر با کوه اورست بلندترین نقطهٔ زمین اختلاف ارتفاع دارد

متراکم‌ترین نقطه: جزیره جاوه در کشور اندونزی

## جمعیت‌شناسی قاره آسیا

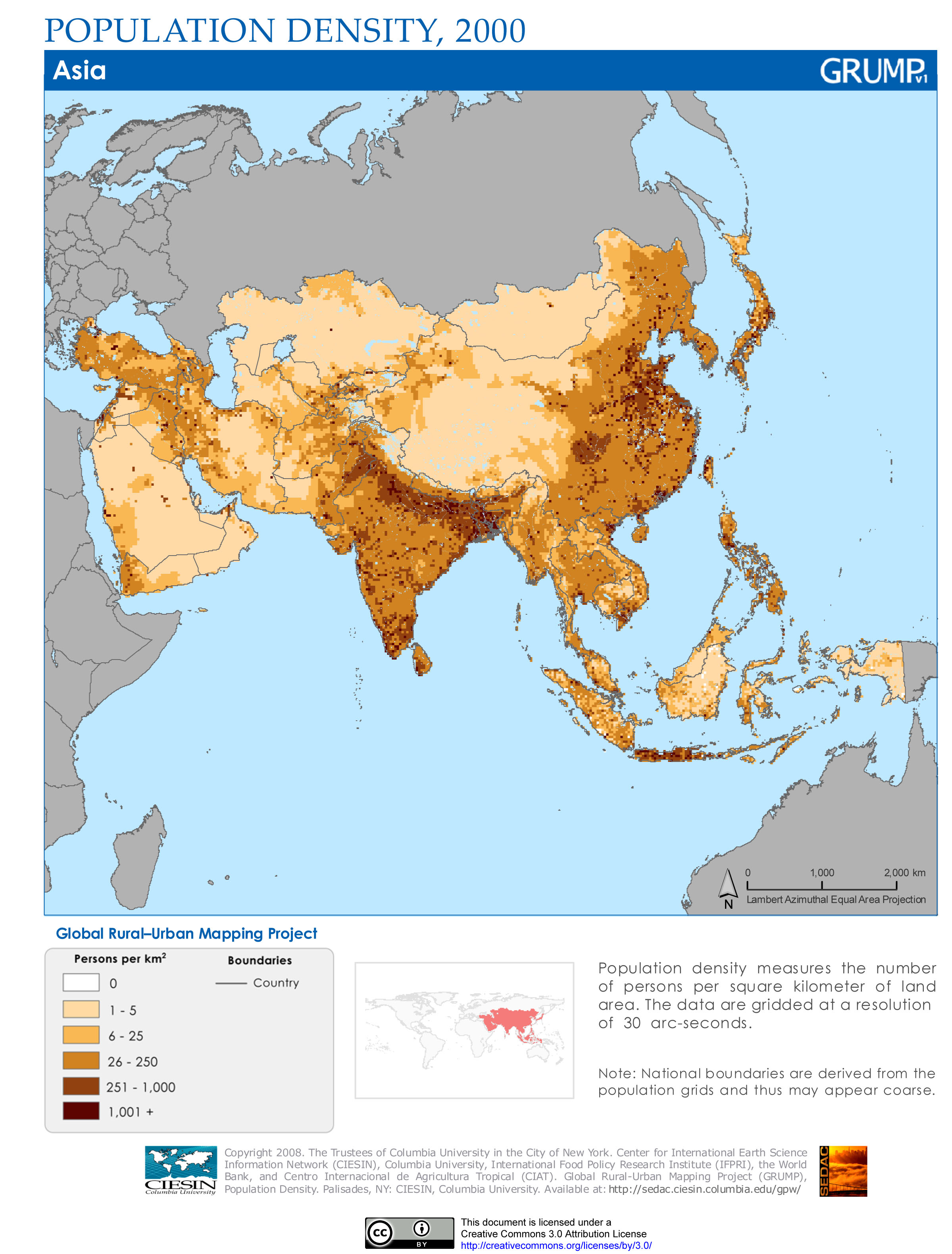
نقشه تراکم جمعیت آسیا

اساس تجزیه و تحلیل این گزارش از داده‌های بهداشت، آموزش و درآمد، آسیای شرقی قوی‌ترین بهبود شاخص کلی توسعه انسانی (HDI) را در بین هر منطقه در جهان داشته‌است و میانگین دستیابی به HDI در ۴۰ سال گذشته تقریباً دو برابر شده‌است. چین که از سال ۱۹۷۰ تاکنون دومین کشور برتر جهان از نظر پیشرفت HDI است، تنها کشوری است که در فهرست «۱۰ جابجایی برتر» به دلیل درآمد به جای دستاوردهای بهداشتی یا آموزشی است. درآمد سرانه آن طی چهار دهه گذشته ۲۱ برابر افزایش یافته‌است و همچنین صدها میلیون نفر را از فقر درآمدی نجات داده‌است. با این حال، در بهبود ثبت نام مدارس و امید به زندگی در بین بهترین عملکردهای منطقه نبود.
نپال کشوری در جنوب آسیا، از سال ۱۹۷۰ به عنوان یکی از سریع‌ترین جابجایی‌ها در جهان ظاهر شد که عمدتاً به دلیل دستاوردهای بهداشتی و آموزشی است. امید به زندگی فعلی آن ۲۵ سال بیشتر از دهه ۱۹۷۰ است. بیش از چهار نفر از هر پنج کودک در سن مدرسه در نپال در حال حاضر به مدرسه ابتدایی می‌روند، در حالی که ۴۰ سال پیش تنها یک نفر از هر پنج کودک در این کشور به مدرسه می‌روند.
هنگ کنگ در میان کشورهای گروه‌بندی شده در HDI بالاترین رتبه را دارد (شماره ۷ در جهان، که در رده «توسعه انسانی بسیار بالا» قرار دارد)، پس از آن سنگاپور (۹)، ژاپن (۱۹) و کره جنوبی (۲۲) قرار دارند). افغانستان (۱۵۵) در بین ۱۶۹ کشور ارزیابی شده، پایین‌ترین رتبه را در میان کشورهای آسیایی دارد.
آسیا پس از جنگ جهانی دوم سریع‌ترین رشد جمعیت را داشته. در سال ۱۹۵۰ جمعیت آسیا ۱٬۴۰۴٬۹۰۹٬۰۲۱ میلیارد نفر بوده‌است. و حالا در سال ۲۰۲۲ به ۴٬۷۱۷٬۱۵۵٬۶۱۸ نفر رسیده که رشد سریع را در جهان داشته. افراد متولد در آسیا در سال ۱۹۸۸ ۶۲٬۴۱۴٬۳۰۲ میلیون نفر که بیشترین میزان تولد بود. درسال ۲۰۲۲ میزان تولد به ۳۷٬۴۹۵٬۰۱۰ کاهش پیدا کرده و انتظار می‌رود این روند کاهشی باشد. اوج جمعیت آسیا در سال ۲۰۵۵ به ۵٬۳۰۱٬۶۵۴٬۵۵۵ میلیار نفر و تا سال ۲۱۰۰ به ۴٬۷۱۹٬۴۱۵٬۵۶۶ کاهش پیدا خواهد کرد.
از ۵۲ کشور آسیایی با احتساب روسیه ۴۵ کشور با رشد جمعیت و ۷ کشور با رشد منفی جمعیت مواجه شده‌اند.
کشورهایی که با کاهش جمعیت مواجه هستند:ژاپن، گرجستان، لبنان، ارمنستان، روسیه،مالدیو و تا سال ۲۰۲۳  چین و کره جنوبی در سال ۲۰۲۱ و  تایلند و  تایوان  تا سال ۲۰۳۰ به کشورهای رشد منفی اضافه خواهند شد. کشورهای لبنان و مالدیو به علت مهاجرت با کاهش جمعیت روبرو هستند.

## فهرست کشورها
| پرچم                   | نشان | نام               | جمعیت         | مساحت (کیلومتر مربع) | زبان رسمی            | حکومت                                      | پایتخت                                |
| ---------------------- | ---- | ----------------- | ------------- | -------------------- | -------------------- | ------------------------------------------ | ------------------------------------- |
| ایران                  |      | ایران             | ۸۹٬۸۰۴٬۶۹۲    | ۱٬۶۴۸٬۲۹۷            | فارسی                | جمهوری اسلامی ریاستی متمرکز                | تهران                                 |
| جمهوری آذربایجان       |      | آذربایجان         | ۱۰٬۴۲۰٬۹۶۷    | ۸۶٬۶۰۰               | ترکی آذربایجانی      | جمهوری                                     | باکو                                  |
| اردن                   |      | اردن              | ۱۱٬۳۴۳٬۹۰۸    | ۸۹٬۳۴۲               | عربی                 | پادشاهی مشروطه                             | امان                                  |
| ارمنستان               |      | ارمنستان          | ۲٬۷۷۷٬۹۷۰     | ۲۹٬۷۴۳               | ارمنی                | جمهوری                                     | ایروان                                |
| ازبکستان               |      | ازبکستان          | ۳۵٬۲۴۵٬۲۴۲    | ۴۴۷٬۴۰۰              | ازبکی                | جمهوری پارلمانی                            | تاشکند                                |
| امارت اسلامی افغانستان |      | افغانستان         | ۴۲٬۴۱۴٬۶۹۶    | ۶۴۷٬۵۰۰              | پشتو و دری           | امارت دیوبندی اسلامی متمرکز                | کابل                                  |
| امارات متحده عربی      |      | امارات متحده عربی | ۹٬۵۲۸٬۶۲۵     | ۸۳٬۶۰۰               | عربی                 | پادشاهی مشروطه مجلسی                       | ابوظبی                                |
| اندونزی                |      | اندونزی           | ۲۷۷٬۸۹۰٬۲۰۰   | ۱٬۹۰۴٬۵۶۹            | اندونزیایی           | جمهوری پارلمانی                            | جاکارتا                               |
| بحرین                  |      | بحرین             | ۱٬۴۸۷٬۴۶۸     | ۷۶۰                  | عربی                 | پادشاهی مشروطه مجلسی                       | منامه                                 |
| میانمار                |      | برمه (میانمار)    | ۵۴٬۶۳۹٬۲۲۳    | ۶۷۶٬۵۷۸              | برمه‌ای               | حکومت متمرکز نظام پارلمانی جمهوری          | نایپیداو                              |
| ماکائو                 |      | ماکائو            | ۷۰۵٬۶۱۸       | ۱۱۸                  | چینی پرتغالی         | بخش خودمختار                               | ماکائو                                |
| برونئی                 |      | برونئی            | ۴۵۳٬۰۱۴       | ۵٬۷۶۵                | مالایی               | حکومت متمرکز اسلامی پادشاهی مطلقه          | بندر سری بگاوان                       |
| بنگلادش                |      | بنگلادش           | ۱۷۳٬۲۲۷٬۱۵۳   | ۱۴۷٬۵۷۰              | بنگالی               | جمهوری پارلمانی                            | داکا                                  |
| بوتان (کشور)           |      | بوتان             | ۷۸۸٬۴۰۴       | ۳۸٬۳۹۴               | دزونگخا              | پارلمانی متمرکز پادشاهی مشروطه             | تیمفو                                 |
| پاکستان                |      | پاکستان           | ۲۴۱٬۲۱۷٬۹۷۷   | ۷۹۶٬۰۹۵              | اردو                 | جمهوری اسلامی فدرال                        | اسلام‌آباد                             |
| تاجیکستان              |      | تاجیکستان         | ۱۰٬۱۷۲٬۹۳۴    | ۱۴۳٬۱۰۰              | تاجیکی               | جمهوری پارلمانی                            | دوشنبه                                |
| تایلند                 |      | تایلند            | ۷۱٬۸۱۵٬۹۷۵    | ۵۱۳٬۱۲۰              | تایی                 | مشروطه سلطنتی                              | بانکوک                                |
| تایوان                 |      | تایوان            | ۲۳٬۹۲۷٬۶۸۶    | ۳۶٬۱۹۳               | ماندارین معیار       | جمهوری نیمه ریاستی                         | تایپه                                 |
| ترکمنستان              |      | ترکمنستان         | ۶٬۵۲۸٬۸۳۹     | ۴۸۸٬۱۰۰              | ترکمنی               | جمهوری                                     | عشق‌آباد                               |
| ترکیه                  |      | ترکیه             | ۸۵٬۸۸۶٬۲۶۵    | ۷۸۳٬۵۶۲              | ترکی استانبولی       | جمهوری ریاستی با پارلمان واحد              | آنکارا                                |
| تیمور شرقی             |      | تیمور شرقی        | ۱٬۳۶۳٬۵۳۶     | ۱۵٬۰۰۷               | تتوم و پرتغالی       | جمهوری                                     | دیلی                                  |
| چین                    |      | چین               | ۱٬۴۲۵٬۶۱۵٬۹۸۴ | ۹٬۵۹۷٬۰۰۰            | ماندارین معیار       | دولت سوسیالیستی تک‌حزبی                     | پکن                                   |
| روسیه                  |      | روسیه             | ۱۴۴٬۳۶۶٬۹۴۱   | ۱۷٬۰۹۸٬۲۴۲           | روسی                 | جمهوری نیمه ریاستی فدرال                   | مسکو                                  |
| ژاپن                   |      | ژاپن              | ۱۲۳٬۱۹۲٬۱۰۵   | ۳۷۷٬۹۱۵              | ژاپنی                | مشروطه سلطنتی                              | توکیو                                 |
| سری‌لانکا               |      | سری‌لانکا          | ۲۱٬۹۰۲٬۳۹۹    | ۶۵٬۶۱۰               | سینهایی و تامیل      | جمهوری نیمه ریاستی متمرکز                  | کلمبو                                 |
| سنگاپور                |      | سنگاپور           | ۶٬۰۲۰٬۶۰۳     | ۶۹۷                  | چینی، مالایی و تامیل | جمهوری                                     | سنگاپور                               |
| سوریه                  |      | سوریه             | ۲۳٬۴۰۲٬۹۳۱    | ۱۸۵٬۱۸۰              | عربی                 | نظام تک حزبی جمهوری نیمه ریاستی            | دمشق                                  |
| عراق                   |      | عراق              | ۴۵٬۶۶۲٬۳۵۰    | ۴۳۸٬۳۱۷              | عربی و کردی          | نظام پارلمانی جمهوری                       | بغداد                                 |
| عربستان سعودی          |      | عربستان سعودی     | ۳۷٬۰۲۹٬۸۴۳    | ۲٬۱۴۹٬۶۹۰            | عربی                 | پادشاهی مطلقه اسلامی متمرکز                | ریاض                                  |
| عمان                   |      | عمان              | ۴٬۶۵۵٬۱۶۵     | ۳۰۹٬۵۰۰              | عربی                 | مشروطه سلطنتی                              | مسقط                                  |
| فلسطین                 |      | فلسطین            | ۵٬۳۹۰٬۳۴۲     | ۶٬۲۲۰                | عربی و عبری          | جمهوری پارلمانی                            | بیت‌المقدس (اورشلیم)(شرقی)/غزه/رام‌الله |
| فیلیپین                |      | فیلیپین           | ۱۱۷٬۶۱۲٬۲۹۵   | ۳۰۰٬۰۰۰              | فیلیپینو             | جمهوری متمرکز                              | مانیل                                 |
| قبرس                   |      | قبرس              | ۱٬۲۶۱٬۶۰۸     | ۹٬۲۵۱                | ترکی و یونانی        | جمهوری پارلمانی                            | نیکوزیا                               |
| قرقیزستان              |      | قرقیزستان         | ۶٬۷۵۱٬۵۱۹     | ۱۹۹٬۹۵۱              | قرقیزی               | جمهوری پارلمانی                            | بیشکک                                 |
| قزاقستان               |      | قزاقستان          | ۱۹٬۶۳۹٬۴۶۹    | ۲٬۷۲۴٬۹۰۰            | قزاقی                | جمهوری پارلمانی                            | آستانه                                |
| قطر                    |      | قطر               | ۲٬۷۱۹٬۸۲۲     | ۱۱٬۵۸۶               | عربی                 | حکومت متمرکز پادشاهی مشروطه                | دوحه                                  |
| کامبوج                 |      | کامبوج            | ۱۶٬۹۷۲٬۷۶۲    | ۱۸۱٬۰۳۵              | خمر                  | مشروطه سلطنتی                              | پنوم‌پن                                |
| کره جنوبی              |      | کره جنوبی         | ۵۱٬۷۷۸٬۱۷۸    | ۱۰۰٬۲۱۰              | کره‌ای                | جمهوری                                     | سئول                                  |
| کره شمالی              |      | کره شمالی         | ۲۶٬۱۷۴٬۵۴۴    | ۱۲۰٬۵۳۸              | کره‌ای                | جمهوری تک‌حزبی جوچه                         | پیونگ‌یانگ                             |
| کویت                   |      | کویت              | ۴٬۳۱۶٬۴۷۹     | ۱۷٬۸۱۸               | عربی                 | حکومت متمرکز پادشاهی مشروطه                | کویت                                  |
| گرجستان                |      | گرجستان           | ۳٬۷۲۵٬۸۳۱     | ۶۹٬۷۰۰               | گرجی                 | جمهوری پارلمانی                            | تفلیس                                 |
| لائوس                  |      | لائوس             | ۷٬۶۴۹٬۹۵۳     | ۲۳۶٬۸۰۰              | لائوسی               | حکومت متمرکز دولت سوسیالیستی مارکسیسم      | وین‌تیان                               |
| لبنان                  |      | لبنان             | ۵٬۳۳۱٬۸۷۵     | ۱۰٬۴۰۰               | عربی                 | جمهوری پارلمانی                            | بیروت                                 |
| مالدیو                 |      | مالدیو            | ۵۲۰٬۵۳۱       | ۲۹۸                  | دیوهی                | جمهوری                                     | ماله                                  |
| مالزی                  |      | مالزی             | ۳۴٬۳۶۵٬۳۸۰    | ۳۲۹٬۸۴۷              | مالایی               | پادشاهی مشروطه فدرال با دو مجلس قانون‌گذاری | کوالالامپور                           |
| مغولستان               |      | مغولستان          | ۳٬۴۵۴٬۵۰۹     | ۱٬۵۶۴٬۱۱۶            | مغولی                | جمهوری پارلمانی                            | اولان‌باتور                            |
| نپال                   |      | نپال              | ۳۰٬۹۵۰٬۵۰۶    | ۱۴۷٬۱۸۱              | نپالی                | جمهوری                                     | کاتماندو                              |
| ویتنام                 |      | ویتنام            | ۹۸٬۹۶۰٬۹۰۱    | ۳۳۱٬۲۱۲              | ویتنامی              | جمهوری سوسیالیستی حکومت متمرکز             | هانوی                                 |
| هند                    |      | هند               | ۱٬۴۳۰٬۶۷۸٬۵۰۰ | ۳٬۲۸۷٬۲۶۳            | هندی                 | جمهوری پارلمانی                            | دهلی نو                               |
| هنگ کنگ                |      | هنگ کنگ           | ۷٬۴۹۲٬۵۸۹     | ۱٬۱۰۴                | چینی انگلیسی         | منطقه خودمختار                             | هنگ کنگ                               |
| یمن                    |      | یمن               | ۳۴٬۵۶۷٬۴۶۵    | ۵۲۷٬۹۶۸              | عربی                 | جمهوری عربی یمن                            | صنعا                                  |

## نقشه‌های تاریخی

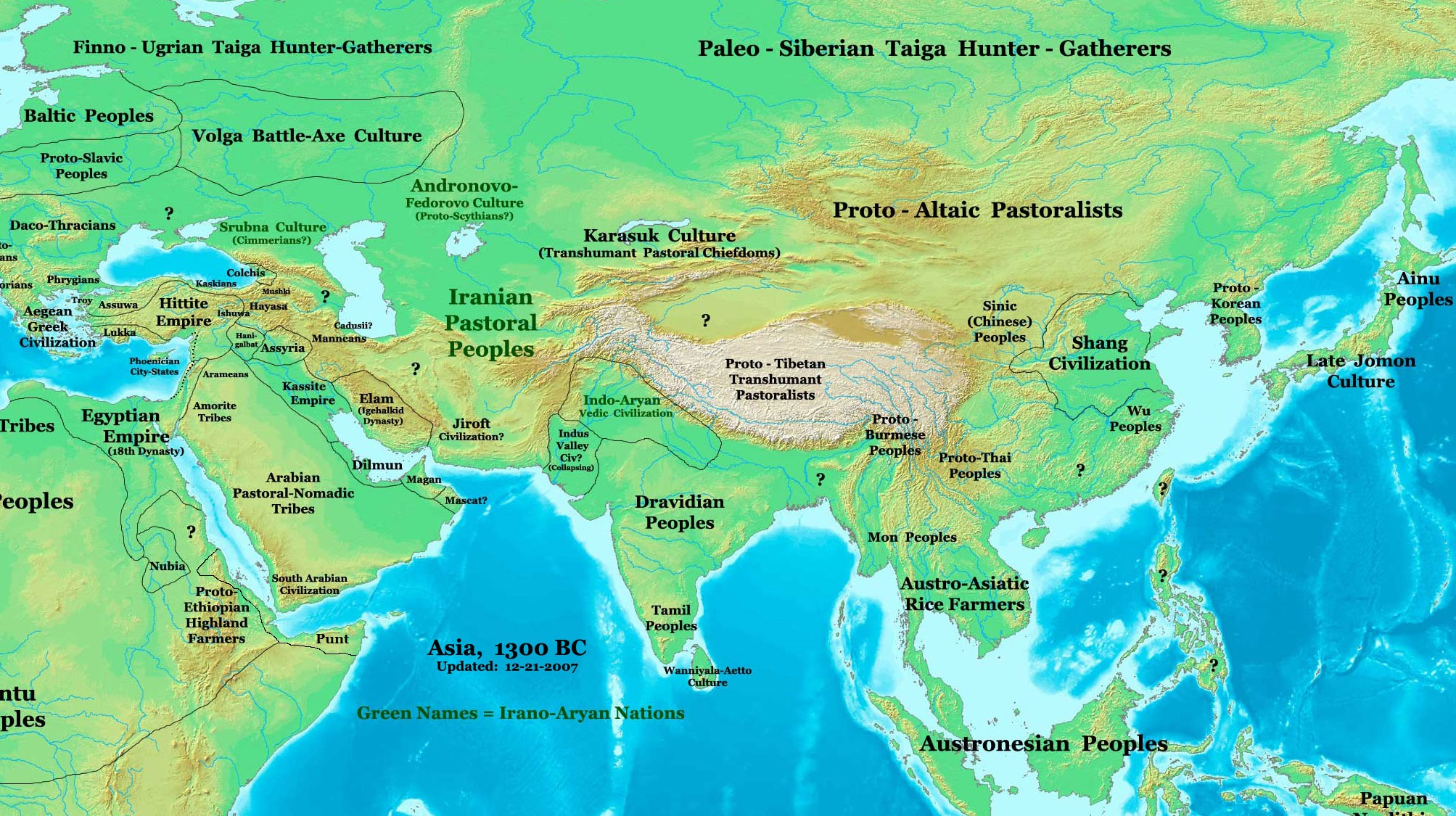
نقشهٔ آسیا در قرن سیزدهم پیش از میلاد
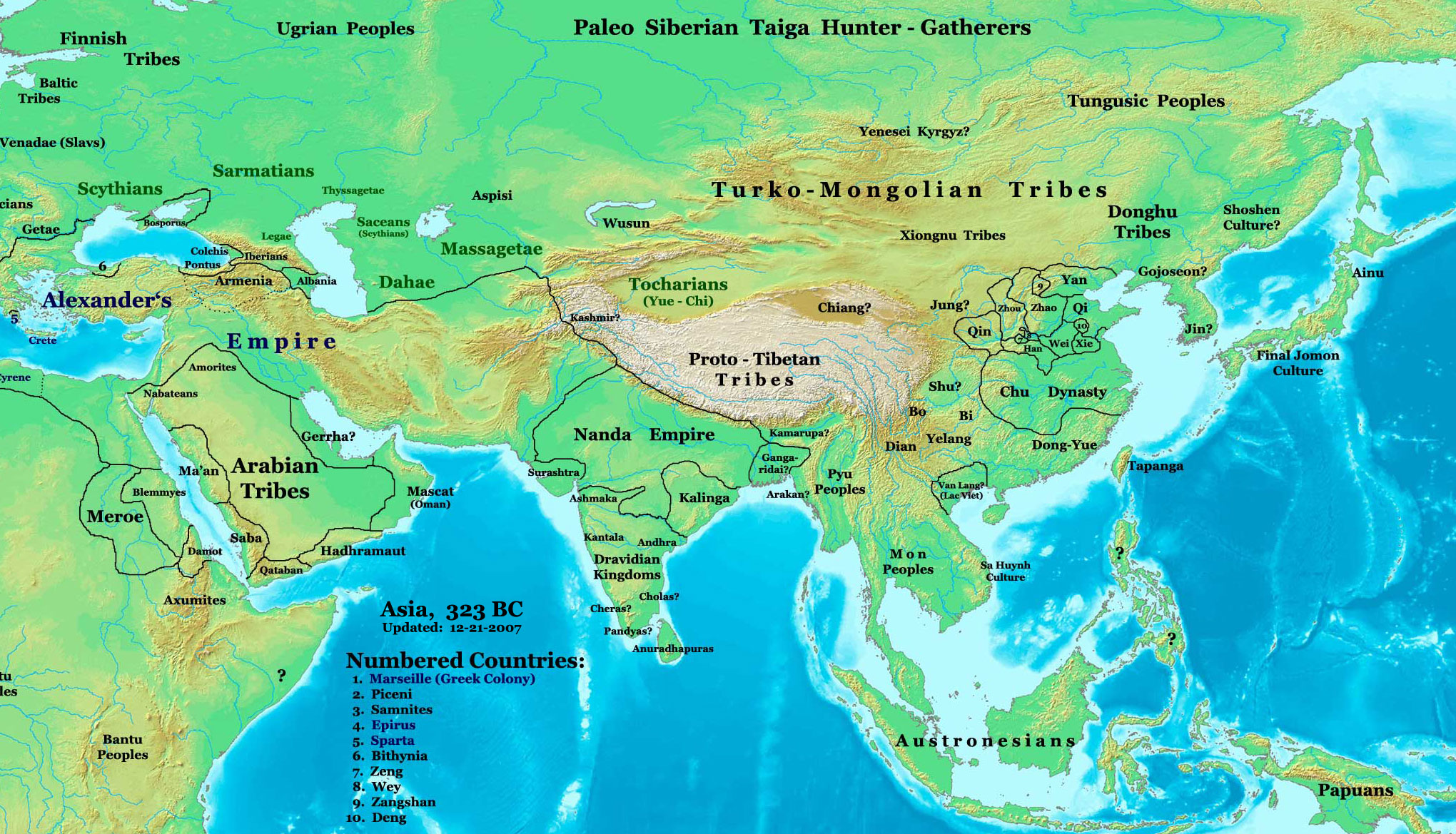
نقشهٔ آسیا در قرن سوم پیش از میلاد
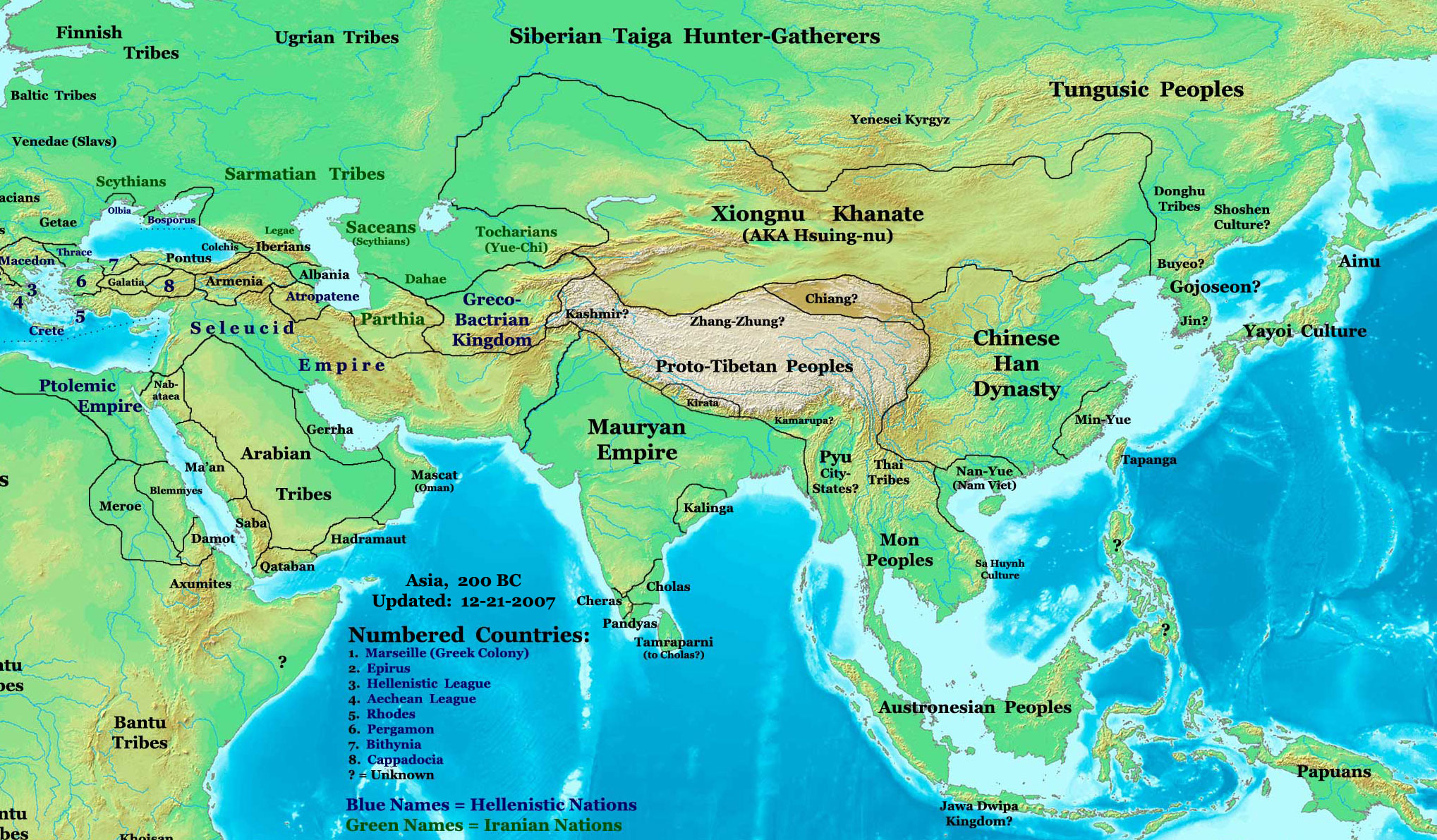
نقشهٔ آسیا در قرن دوم پیش از میلاد
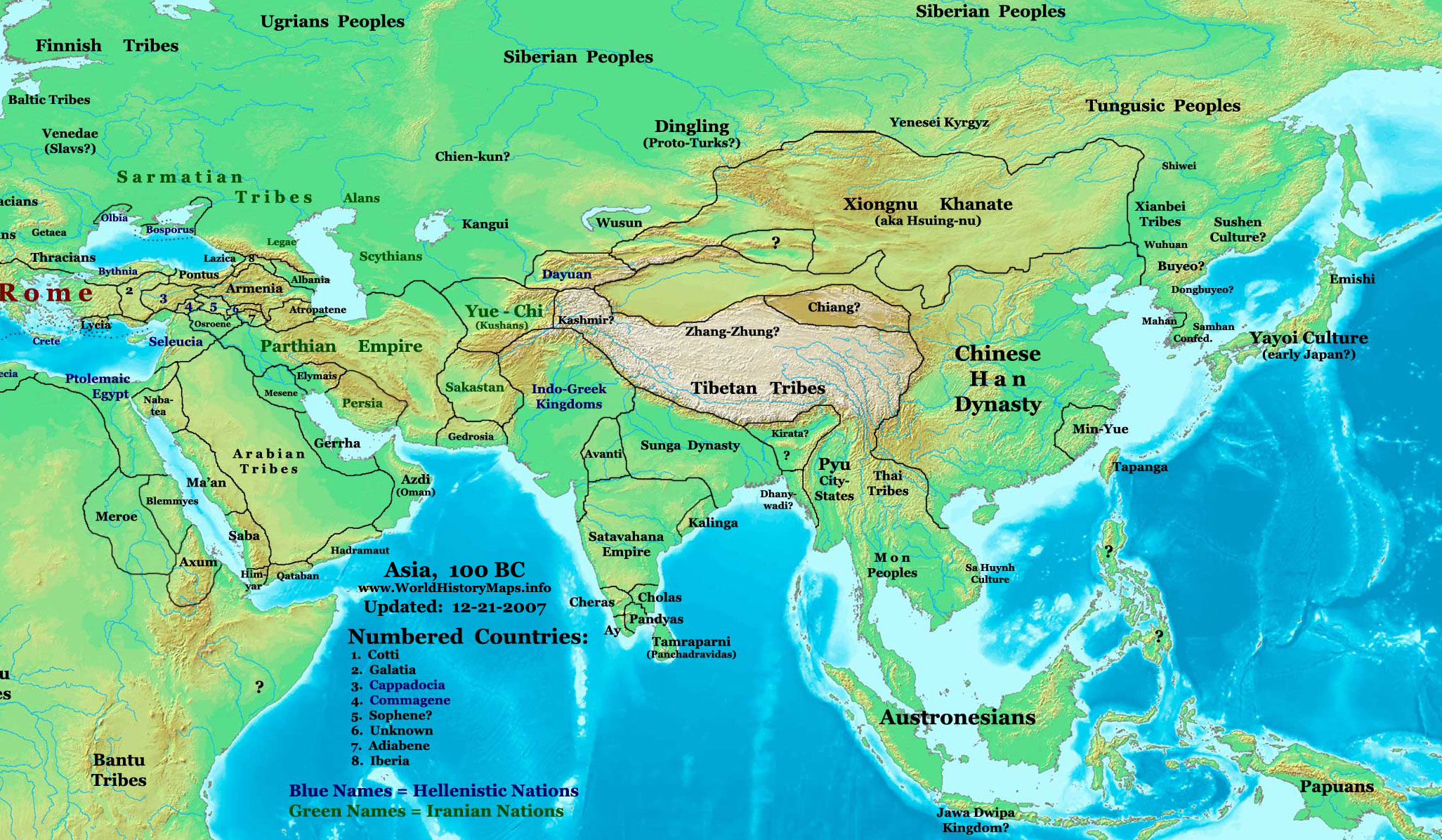
نقشهٔ آسیا در قرن یکم پیش از میلاد
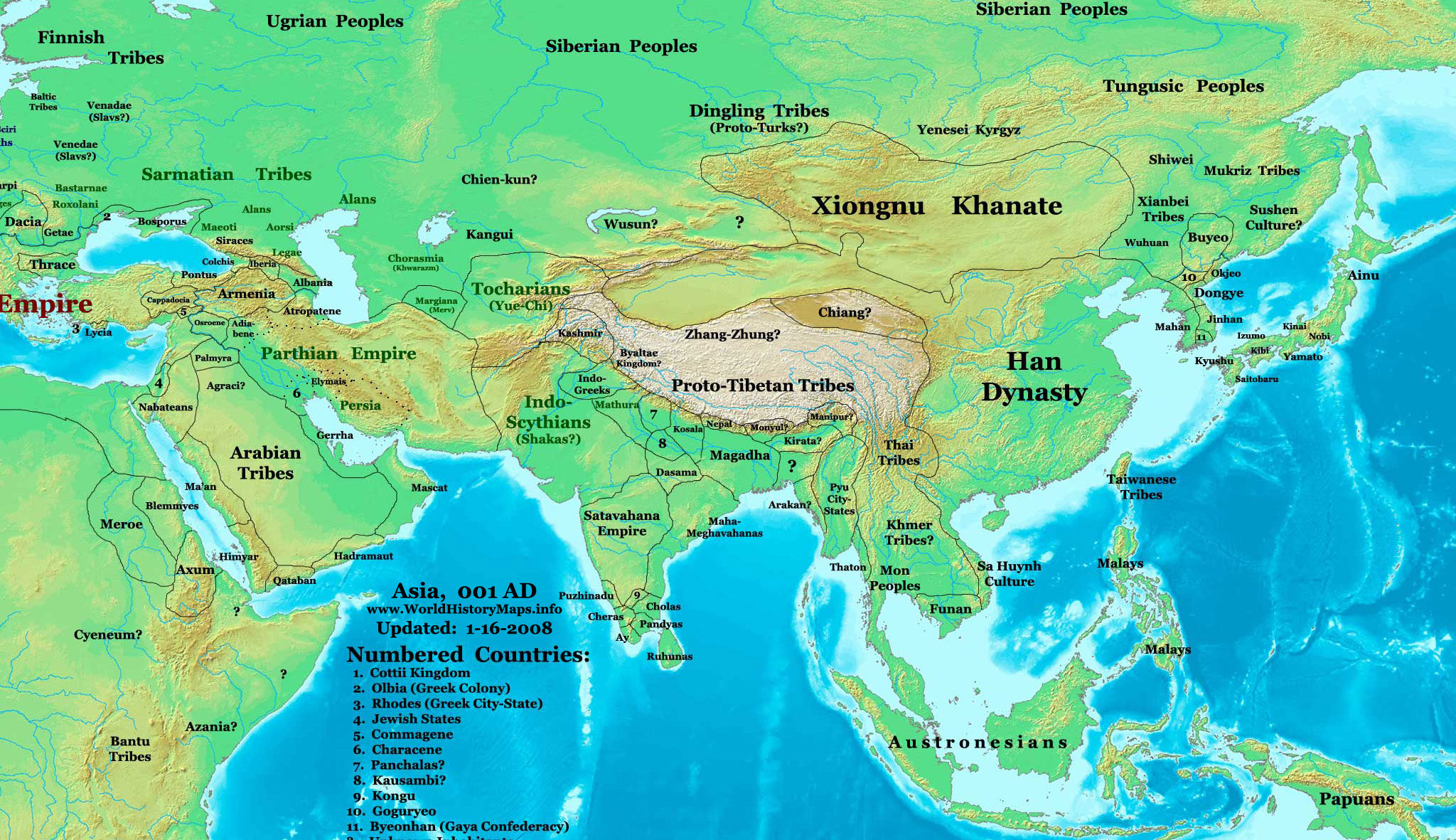
نقشهٔ آسیا در قرن یکم
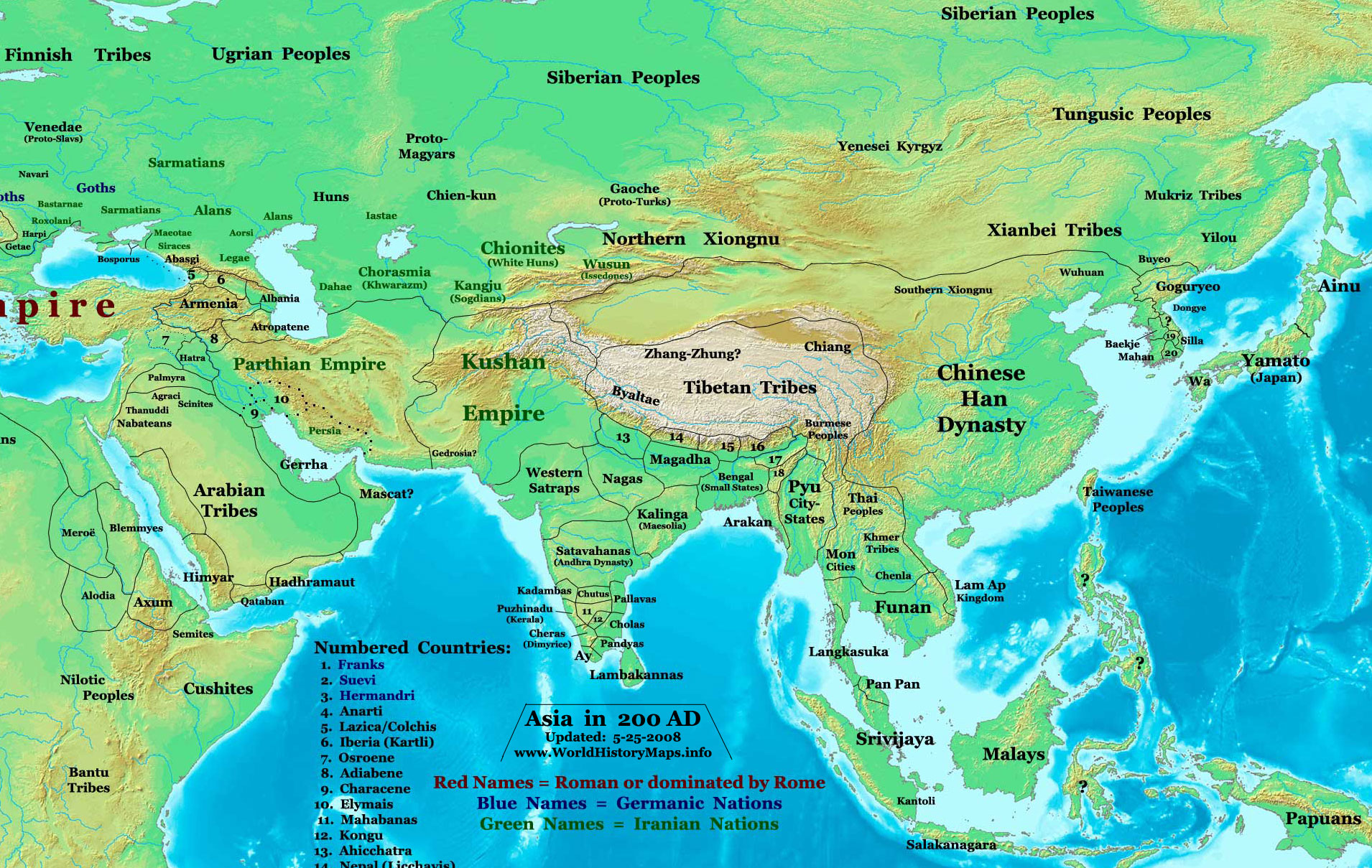
نقشهٔ آسیا در قرن دوم
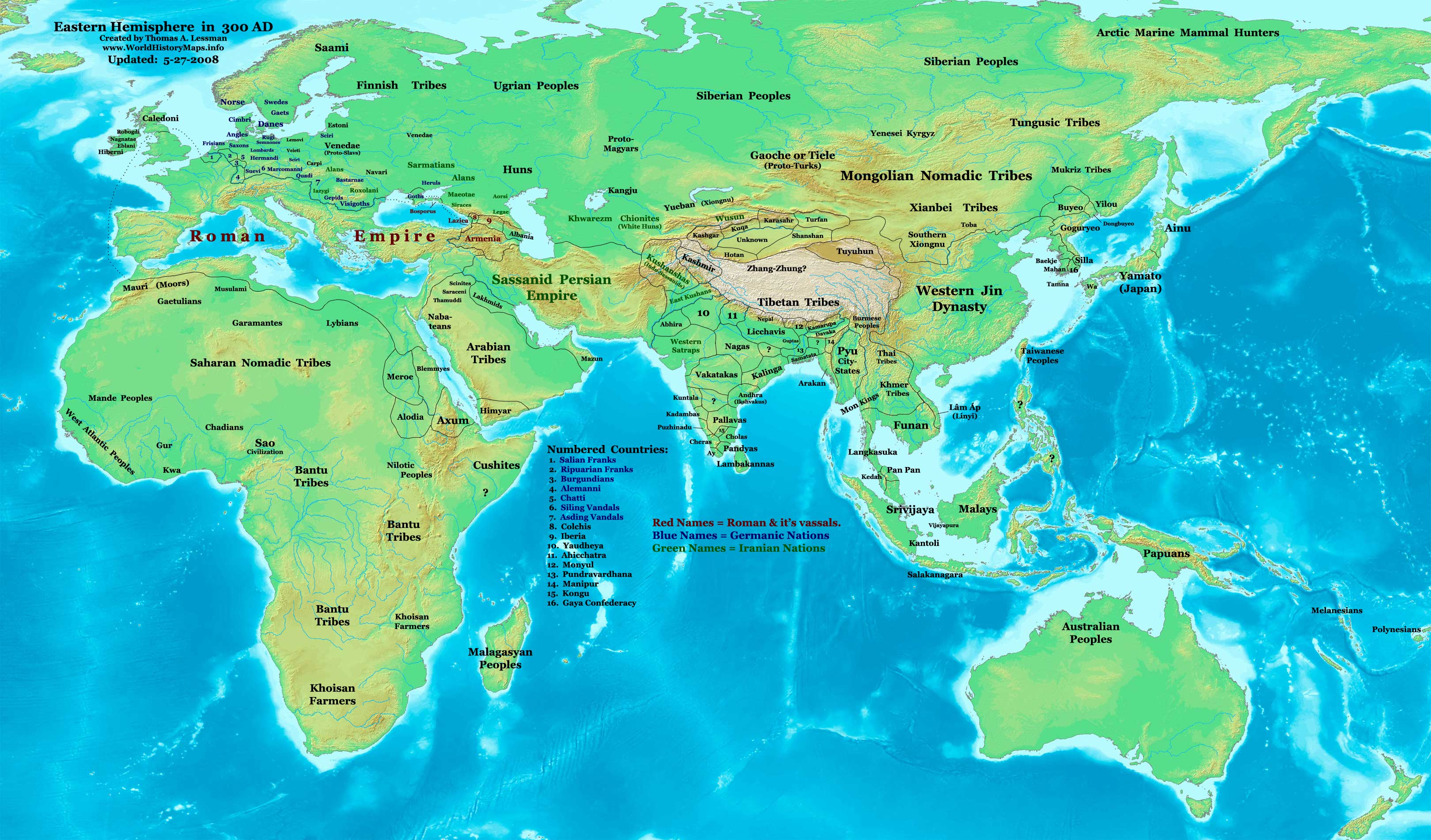
نقشهٔ آسیا در قرن سوم
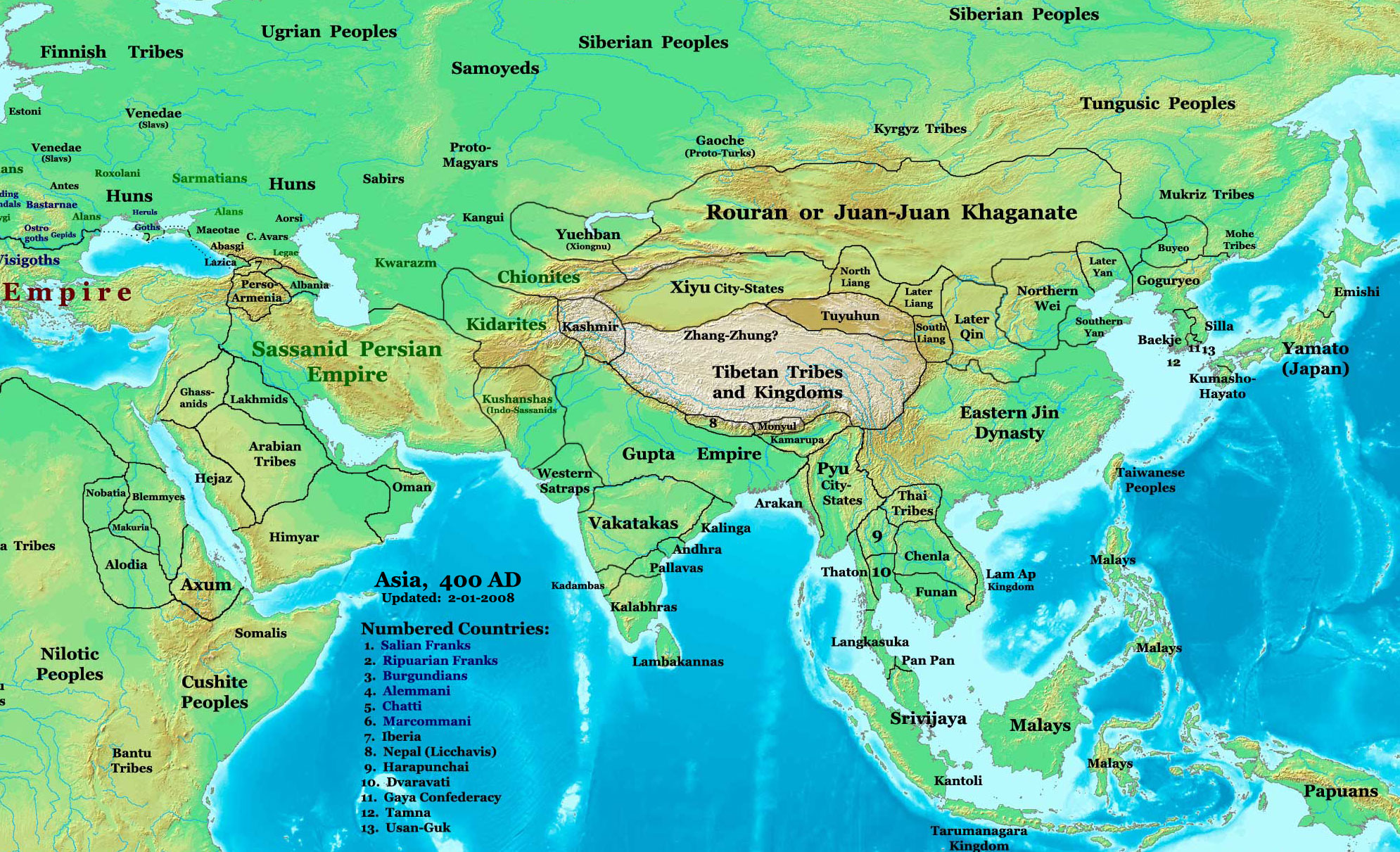
نقشهٔ آسیا در قرن چهارم
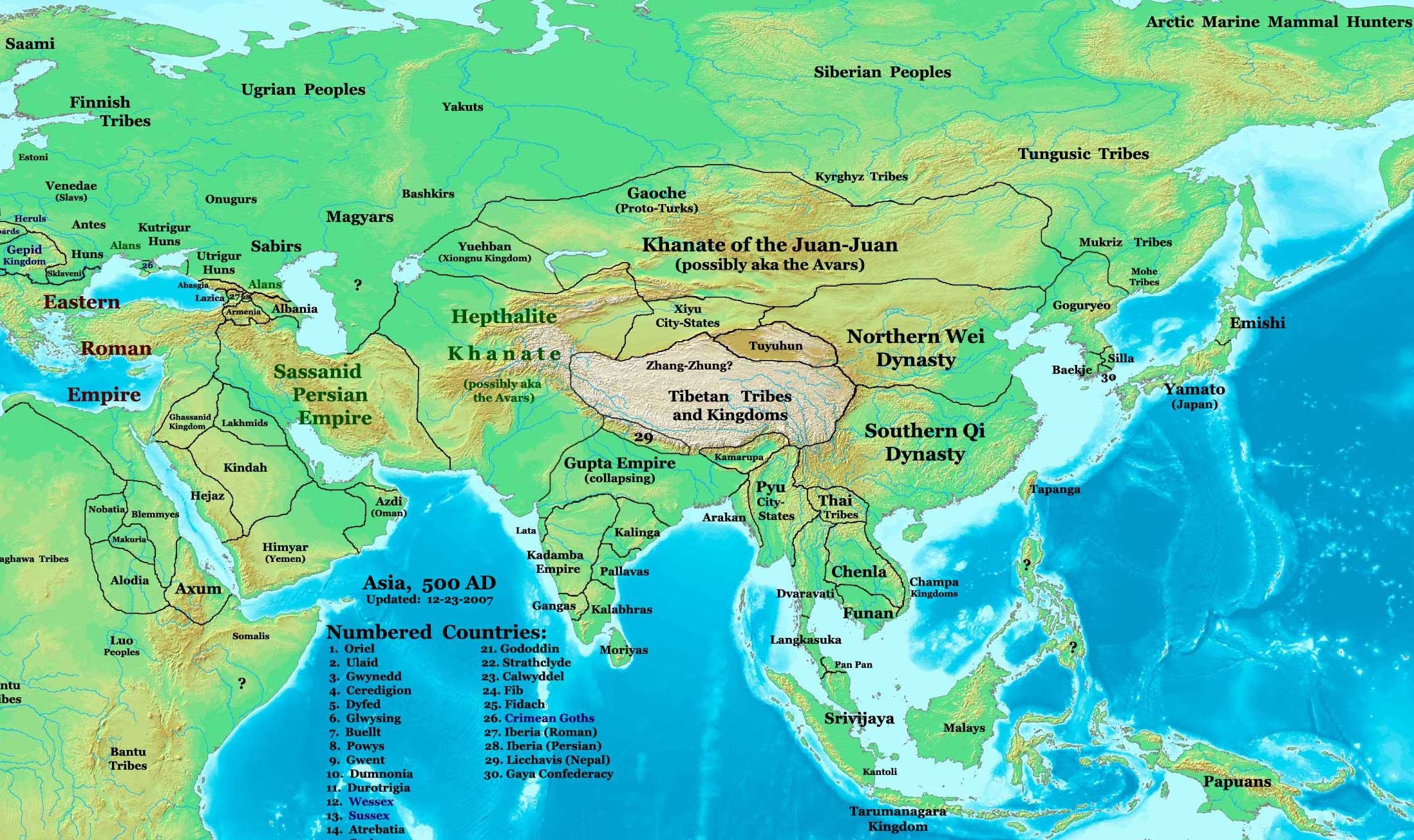
نقشهٔ آسیا در قرن پنجم
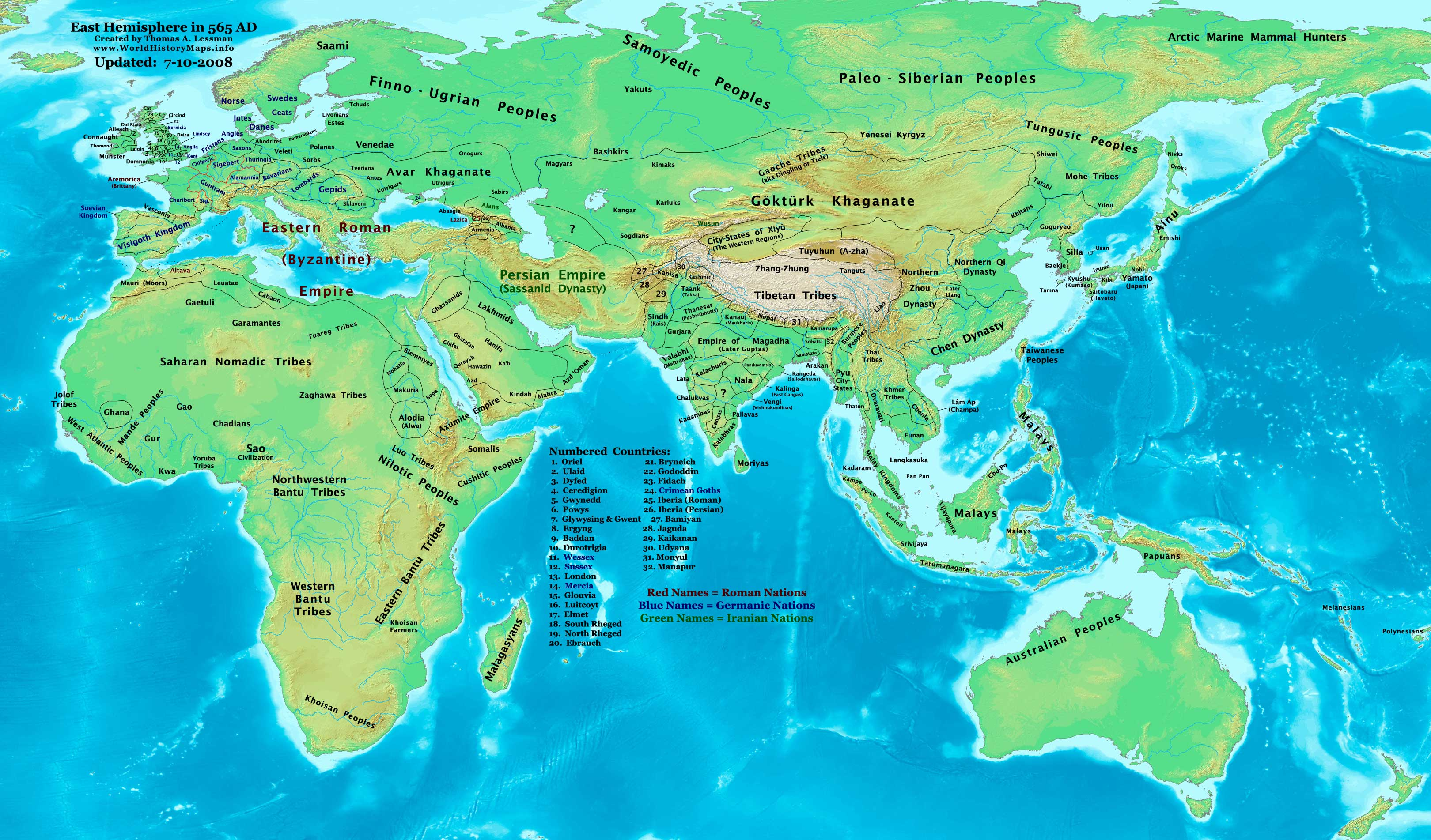
نقشهٔ آسیا در سال ۵۶۵ میلادی
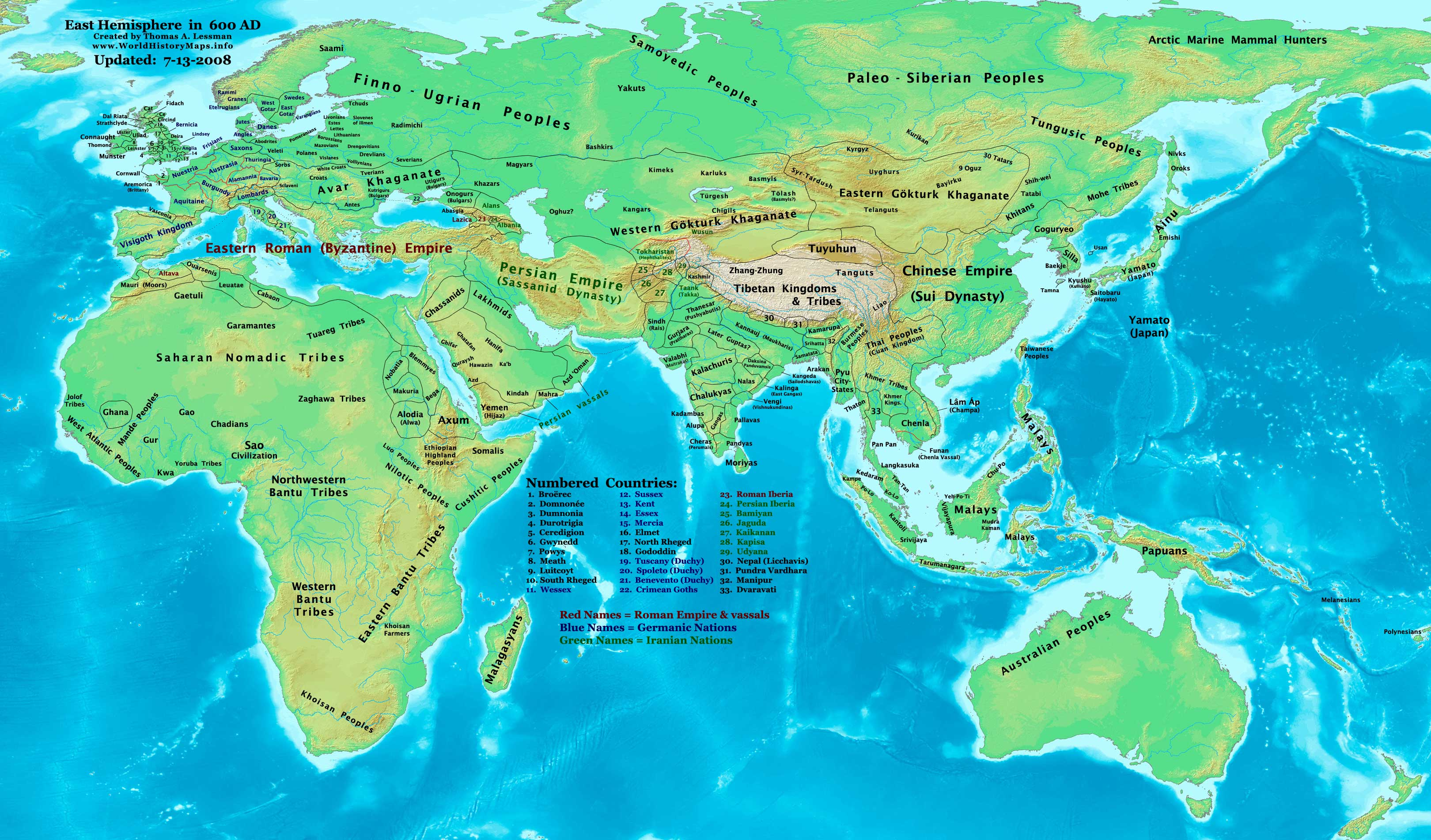
نقشهٔ آسیا در قرن ششم
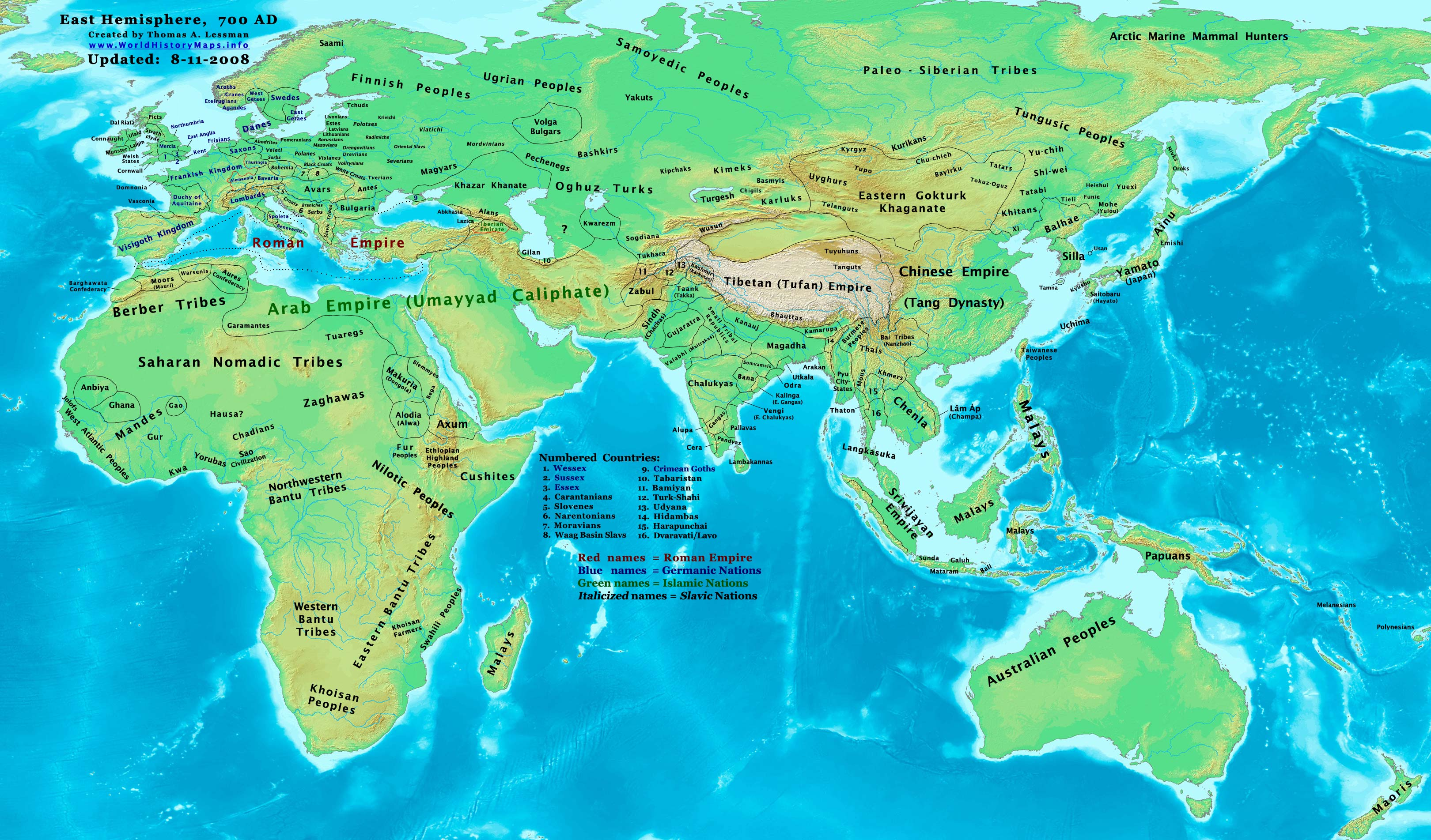
نقشهٔ آسیا در قرن هفتم
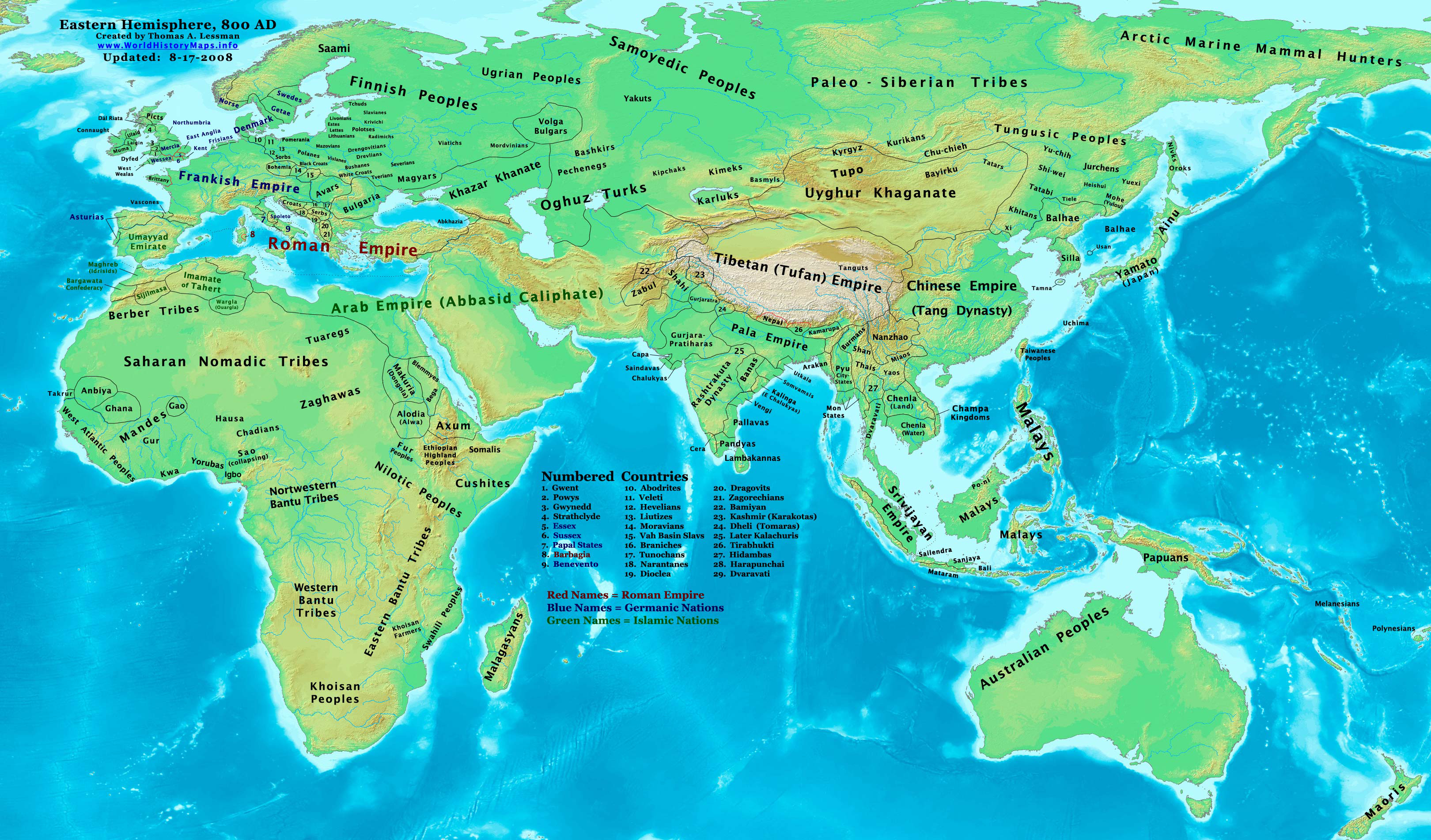
نقشهٔ آسیا در قرن هشتم
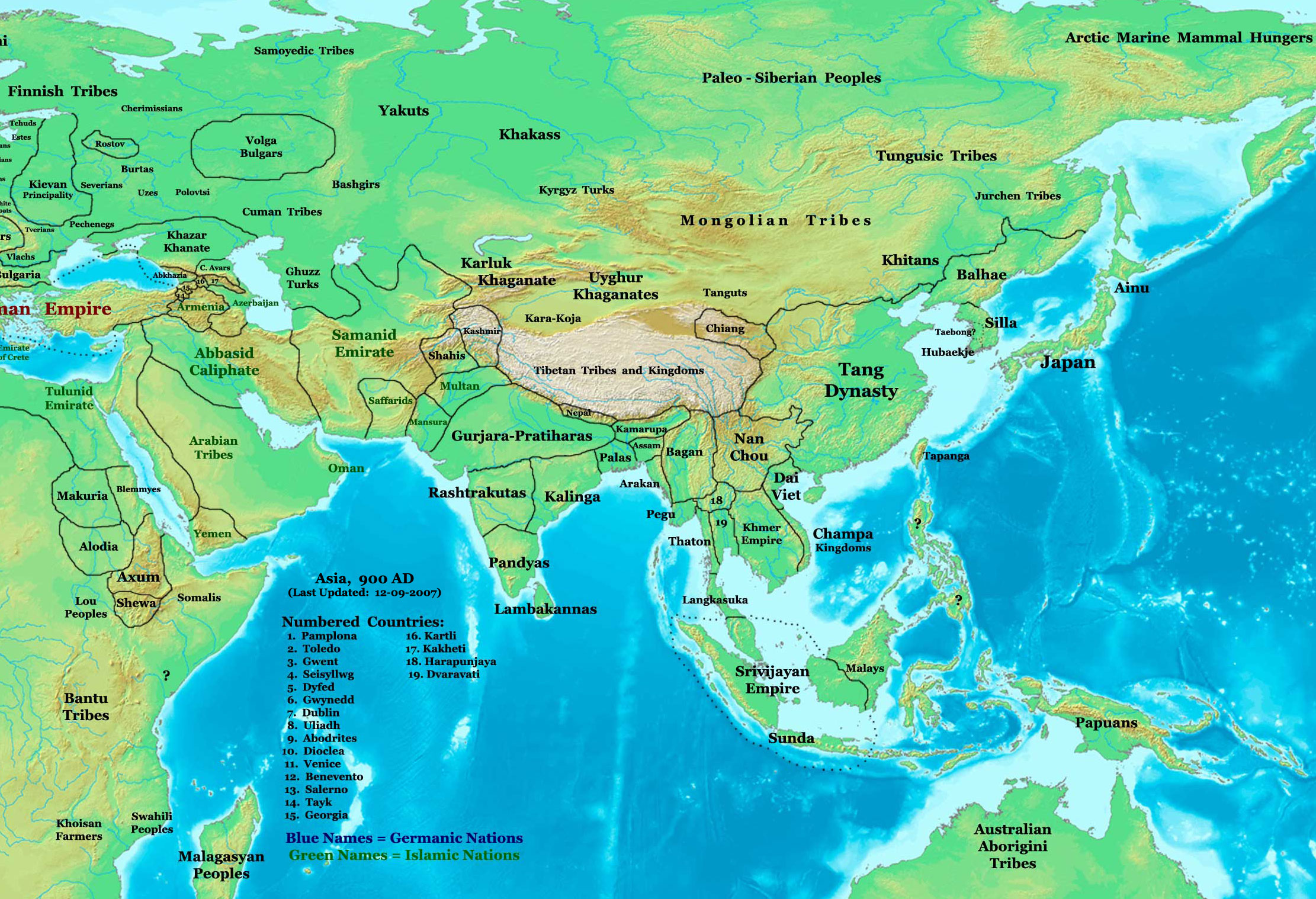
نقشهٔ آسیا در قرن نهم
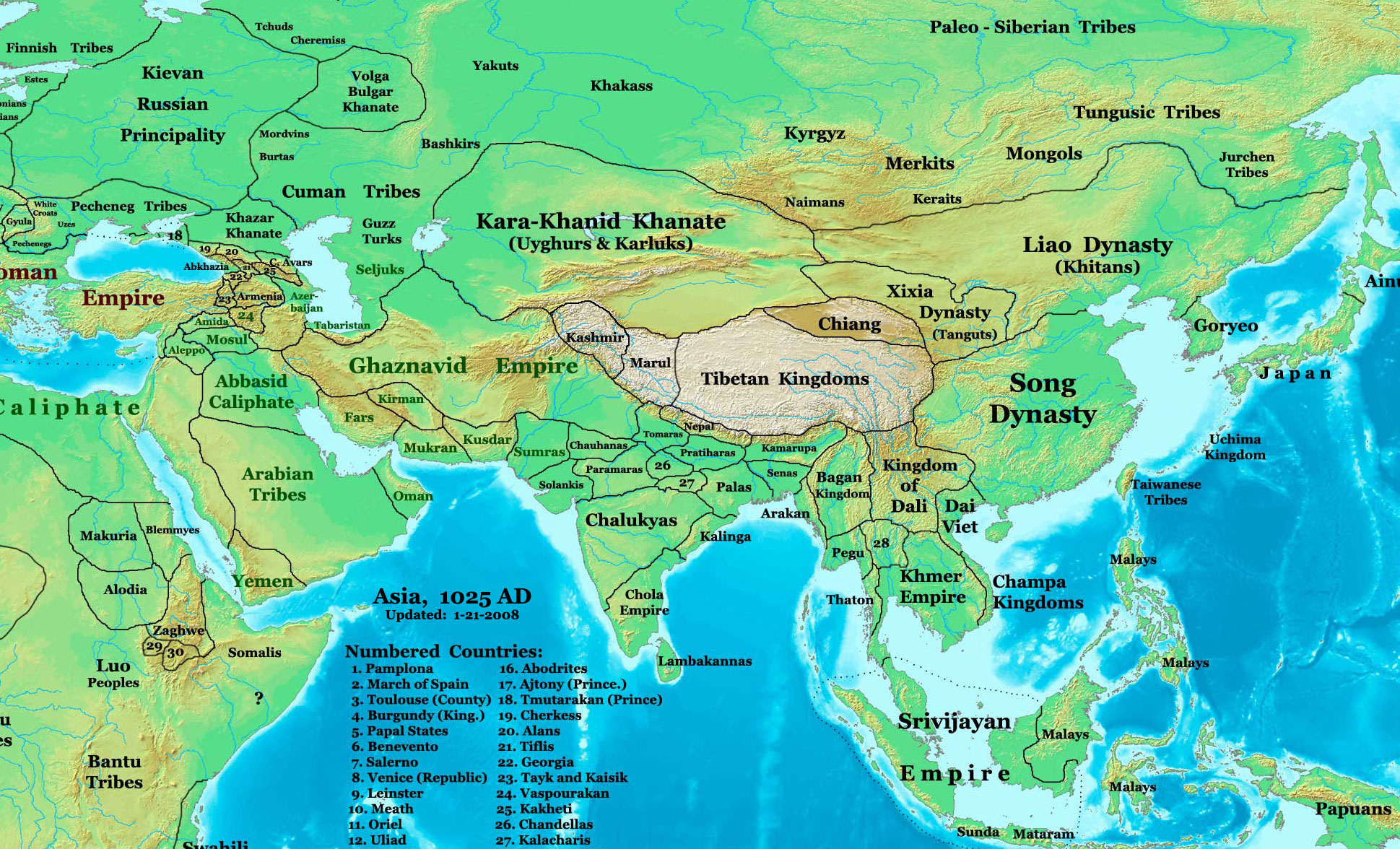
نقشهٔ آسیا در قرن دهم
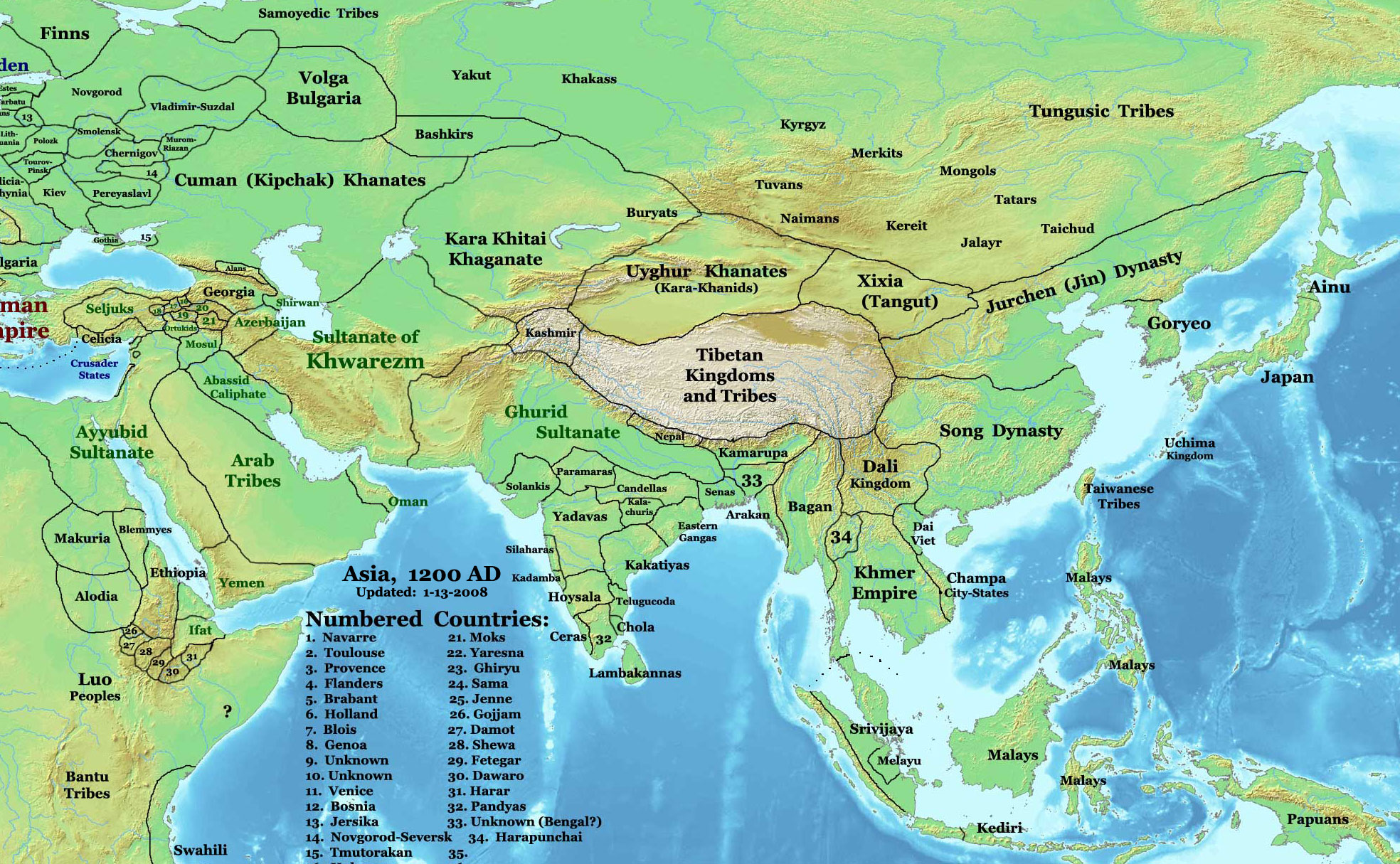
نقشهٔ آسیا در قرن دوازدهم

## نگارخانه

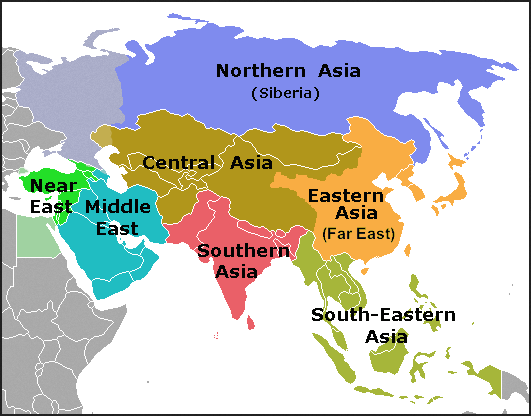
بخش‌های مختلف آسیا
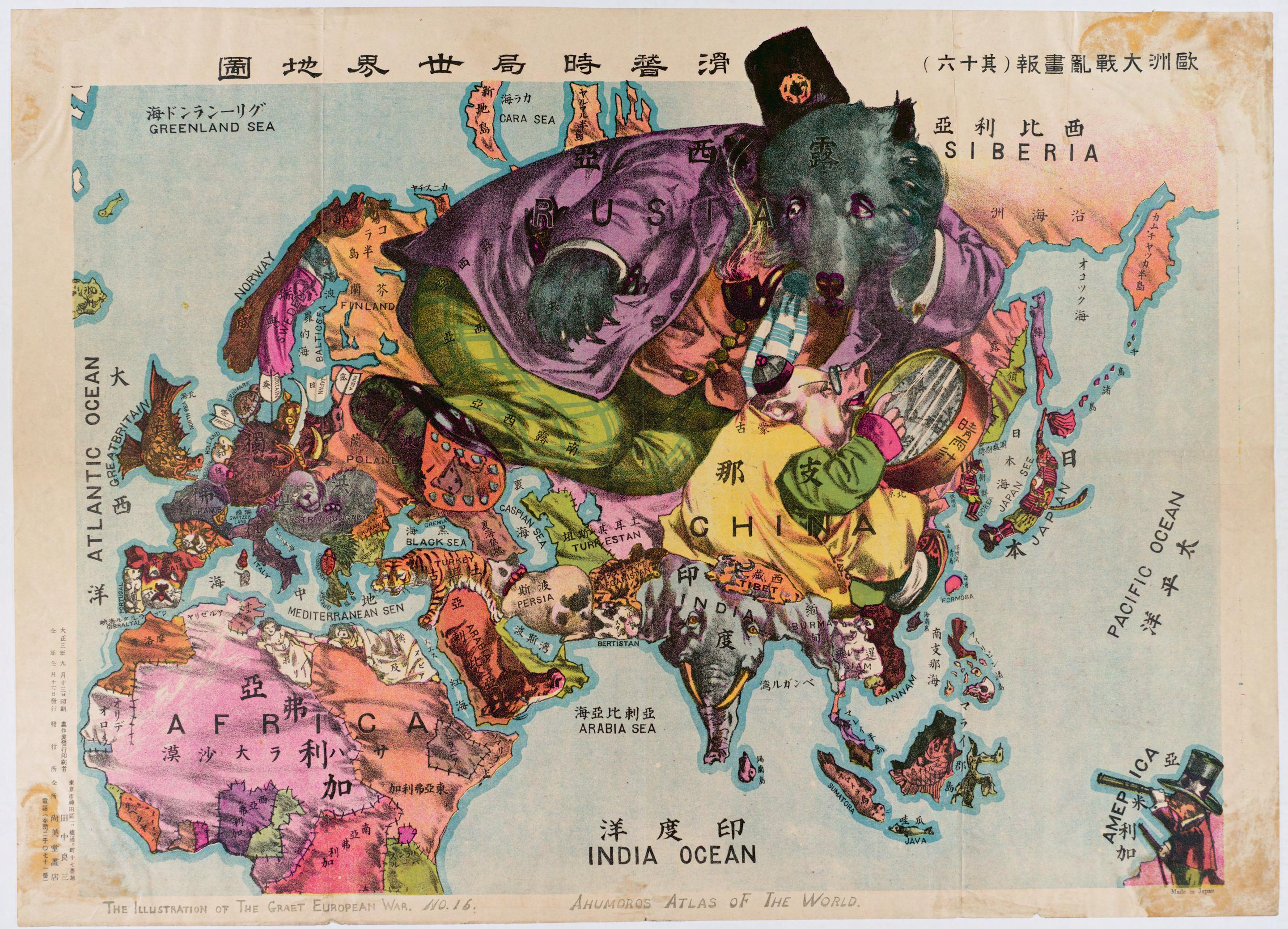
نقاشی قاره آسیا
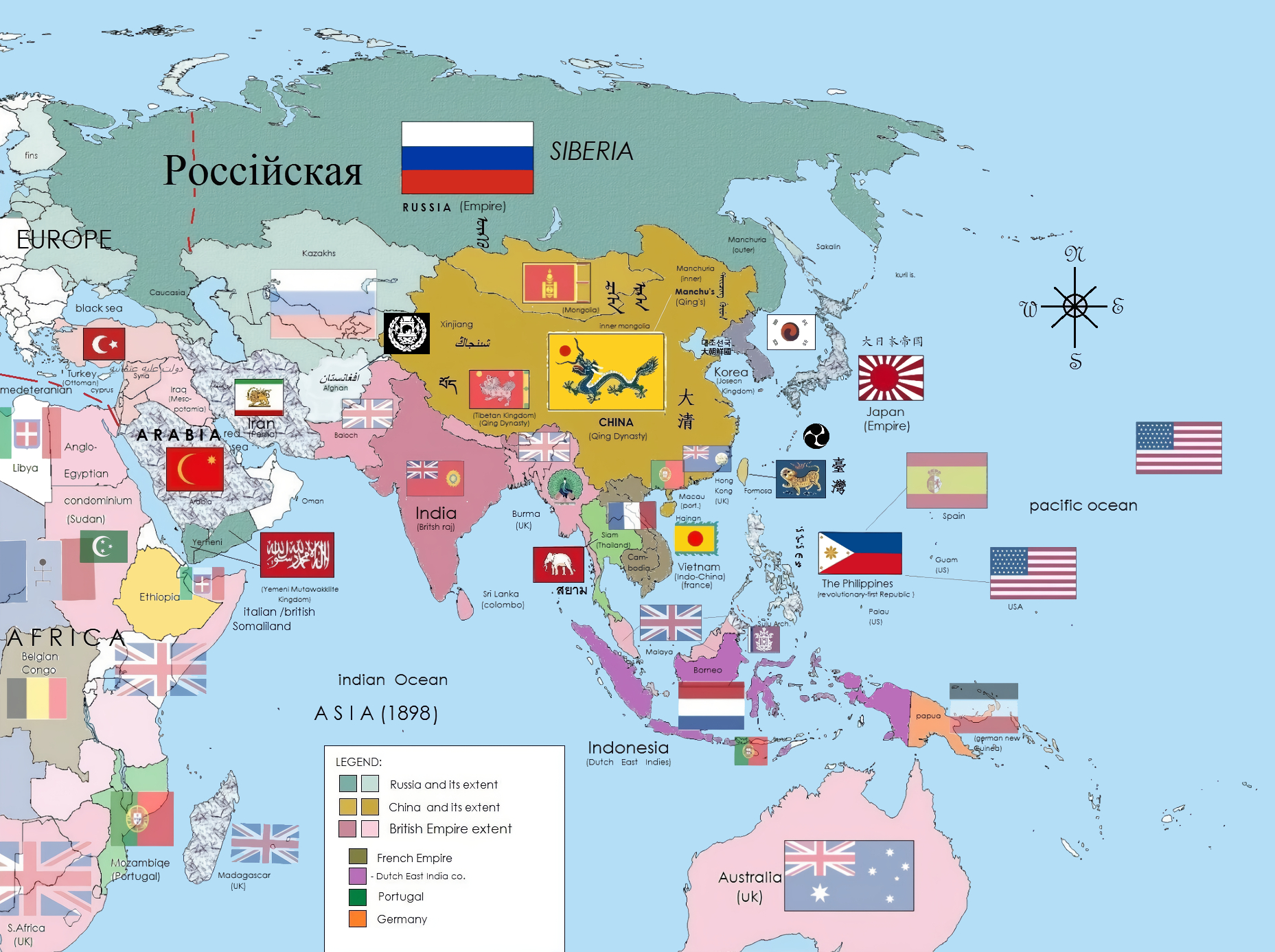
نقشه آسیا در سال ۱۸۹۸
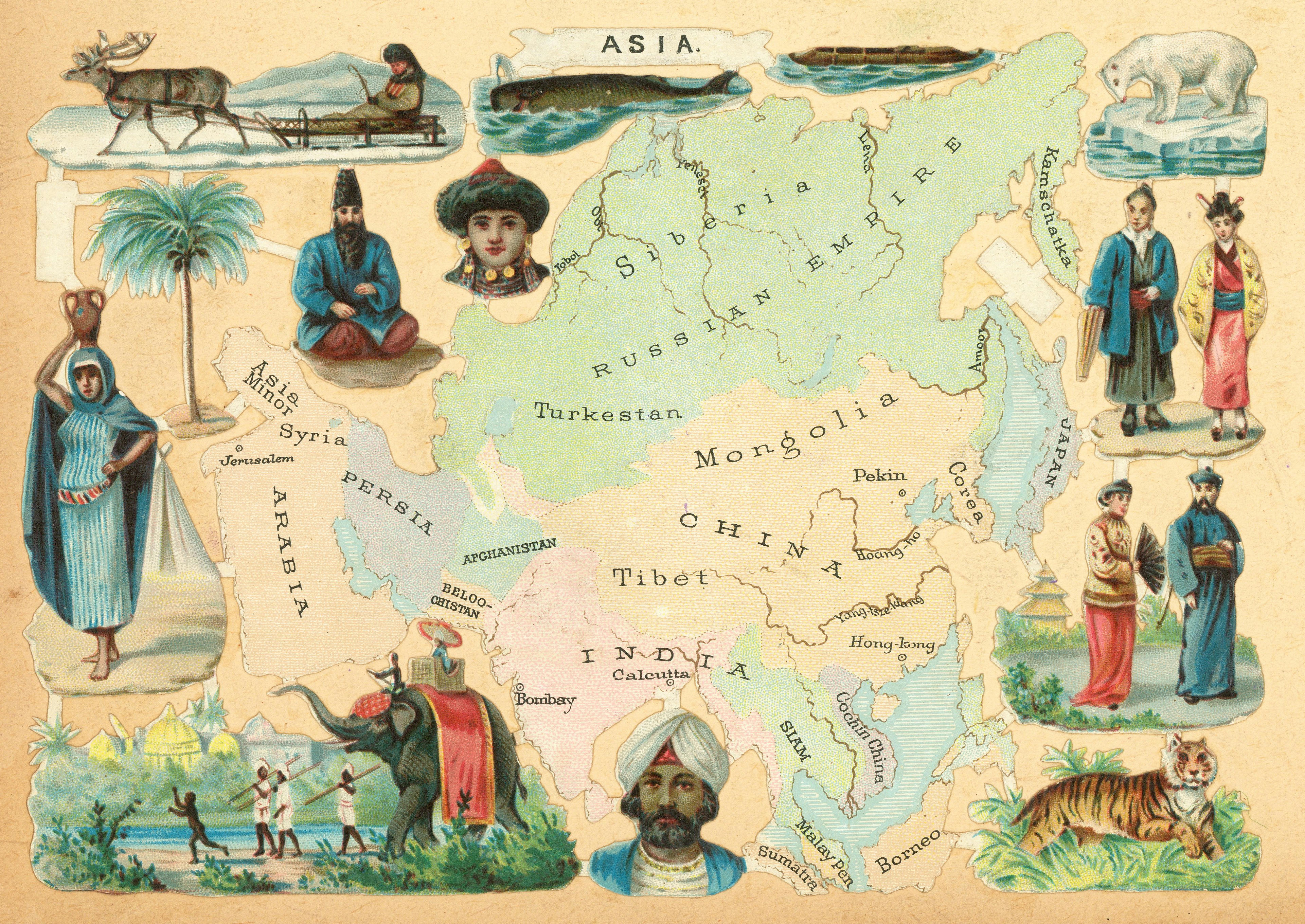
نقشه پیکتوریال آسیا
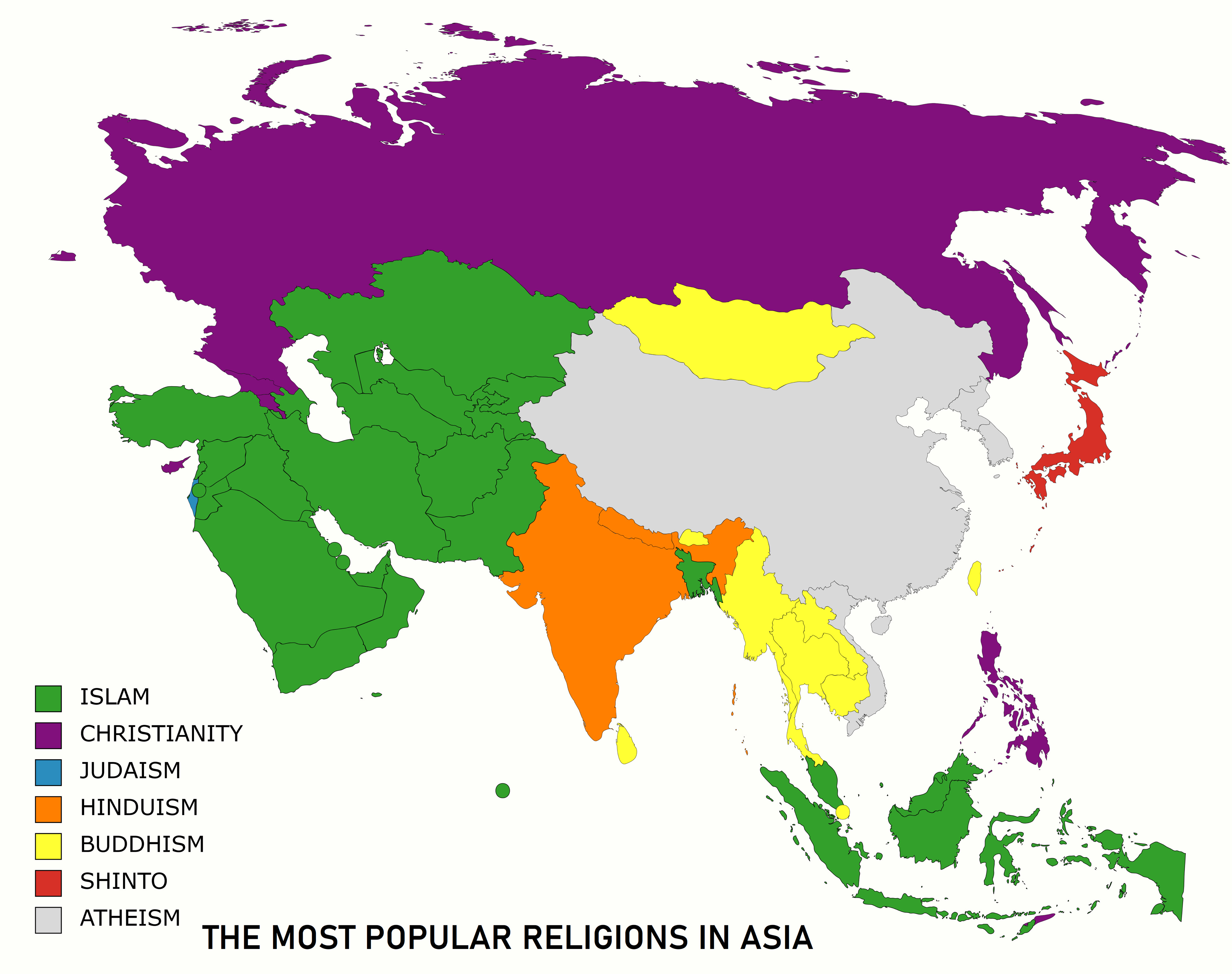
دین‌ها در آسیا
نقشه طبقه‌بندی اقلیمی کوپن از آسیا